# 18. August
Der 18. August ist der 230. Tag des gregorianischen Kalenders (der 231. in Schaltjahren), somit bleiben 135 Tage bis zum Jahresende.

## Ereignisse

### Politik und Weltgeschehen
- 1304: Die Franzosen besiegen die Flamen in der Schlacht von Mons-en-Pévèle.
- 1308: In Znaim verzichtet der Habsburger Friedrich von Österreich gegenüber Heinrich von Kärnten auf seine Rechte in Böhmen.
- 1373: Im Vertrag von Fürstenwalde verzichtet der Wittelsbacher Otto V. auf die Mark Brandenburg und zieht sich nach Bayern zurück.
- 1392: Der albanische Fürst Georg Thopia überschreibt die Stadt Durrës an die Republik Venedig.
- 1487: Die Stadt Málaga wird während der Reconquista von den Streitkräften der katholischen Könige eingenommen.
- 1572: Der Hugenotte Heinrich von Navarra heiratet in Paris die Katholikin Margarete von Valois. Die mehrtägigen Feiern münden am 24. August in die Bartholomäusnacht.
- 1590: Bei seiner Rückkehr aus England nach dreijähriger Abwesenheit findet Siedler-Chef John White die Kolonie Roanoke in Nordamerika verlassen vor. Der Verbleib der 118 Siedler bleibt ungeklärt, Spuren von Gewalt fehlen.

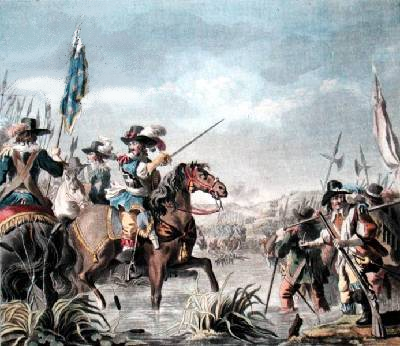
1690: Schlacht bei Staffarda

- 1690: Die Schlacht bei Staffarda im Pfälzischen Erbfolgekrieg gewinnen die französischen Truppen gegen ein Heer aus Savoyen. Das Herzogtum wird in der Folge besetzt.
- 1700: Schwedens König Karl XII. erzwingt durch die auf Seeland eingedrungenen und Kopenhagen bedrohenden Streitkräfte von König Friedrich IV. den Frieden von Traventhal. Die antischwedische Koalition im Großen Nordischen Krieg verliert damit Dänemark als Partner.
- 1743: Im Frieden von Åbo gibt Russland einen Großteil der zuvor im Russisch-Schwedischen Krieg eroberten Gebiete zurück. Schweden akzeptiert im Gegenzug den russlandfreundlichen Adolf Friedrich von Schleswig-Holstein-Gottorf als Kronprinzen.
- 1765: Mit dem Tod von Franz I. Stephan in Innsbruck wird sein Sohn Joseph II. Kaiser des Heiligen Römischen Reichs.
- 1796: Im Zweiten Vertrag von San Ildefonso verbünden sich Frankreich und Spanien gegen Großbritannien.

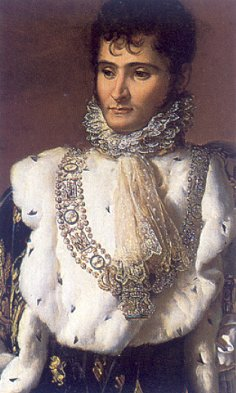
1807: Jérôme Bonaparte

- 1807: Der französische Kaiser Napoleon Bonaparte errichtet per Dekret das von Kassel aus regierte Königreich Westphalen. Seinen Bruder Jérôme setzt er als König ein.
- 1856: Der Kongress der Vereinigten Staaten beschließt den Guano Islands Act, wonach eine Insel, auf der sich Vogelexkremente (Guano) befinden, zum amerikanischen Staatsgebiet gehört, sobald ein US-Bürger sie findet, sie nicht zum Staatsgebiet einer anderen Nation gehört und nicht bewohnt ist.
- 1866: Preußen und 15 norddeutsche Staaten schließen das Augustbündnis und gründen damit den Norddeutschen Bund.
- 1870: In der Schlacht bei Gravelotte während des Deutsch-Französischen Krieges gelingt es den Preußen, einen französischen Angriff zurückzuschlagen und Richtung Metz vorzurücken.

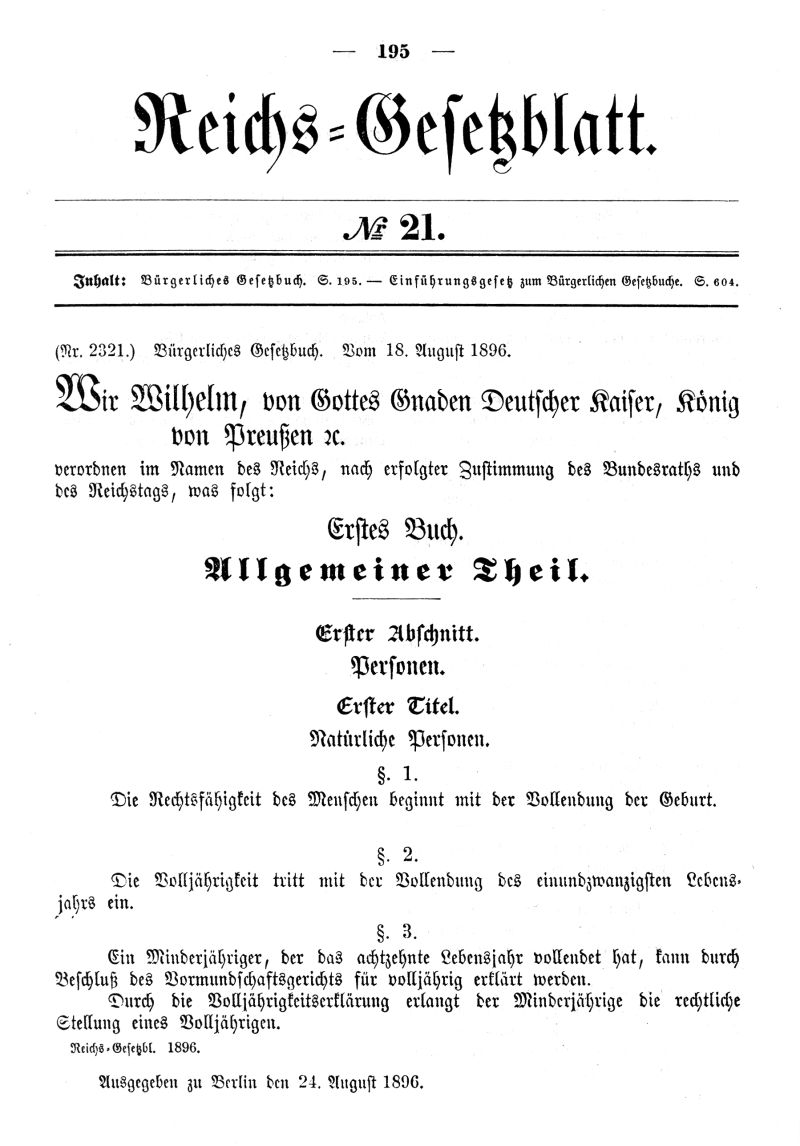
1896: Verkündung des BGB im Reichsgesetzblatt

- 1896: Das deutsche Bürgerliche Gesetzbuch BGB wird verkündet. Es tritt am 1. Januar 1900 in Kraft und ist in mehrfach überarbeiteter Form bis heute gültig.
- 1920: Mit der Ratifizierung durch den US-Bundesstaat Tennessee tritt der 19. Zusatzartikel zur Verfassung der Vereinigten Staaten in Kraft, durch den Frauen das Wahlrecht in den Vereinigten Staaten erhalten.
- 1939: In Deutschland werden Hebammen, Geburtshelfer und Ärzte durch Erlass aufgefordert, behinderte Neugeborene und Kinder zu melden. Das Euthanasieprogramm der Nationalsozialisten beginnt.
- 1940: Am härtesten Tag (engl.: The Hardest Day) der Luftschlacht um England erleiden beide Seiten die höchsten Verluste.
- 1944: Ernst Thälmann, der Vorsitzende der KPD, wird im KZ Buchenwald ermordet.
- 1944: Bei der Befreiung von Paris im Zweiten Weltkrieg kommt es zum Generalstreik und Aufständen in der französischen Hauptstadt.
- 1945: Der japanische Marionettenstaat Mandschukuo wird aufgelöst.
- 1949: Die Deutsche Presseagentur (dpa) wird in Goslar gegründet. Sie nimmt ihre Tätigkeit am 1. September auf.
- 1966: Auf dem Tian’anmen-Platz in Peking versammelt sich eine Million Jugendlicher in der Uniform der chinesischen Volksbefreiungsarmee, um die Kulturrevolution zu feiern.
- 1976: Der evangelische Pfarrer Oskar Brüsewitz zündet sich in Zeitz auf offener Straße an, um gegen die Menschenrechtsverletzungen in der DDR zu protestieren. Er erliegt vier Tage später seinen Verletzungen.

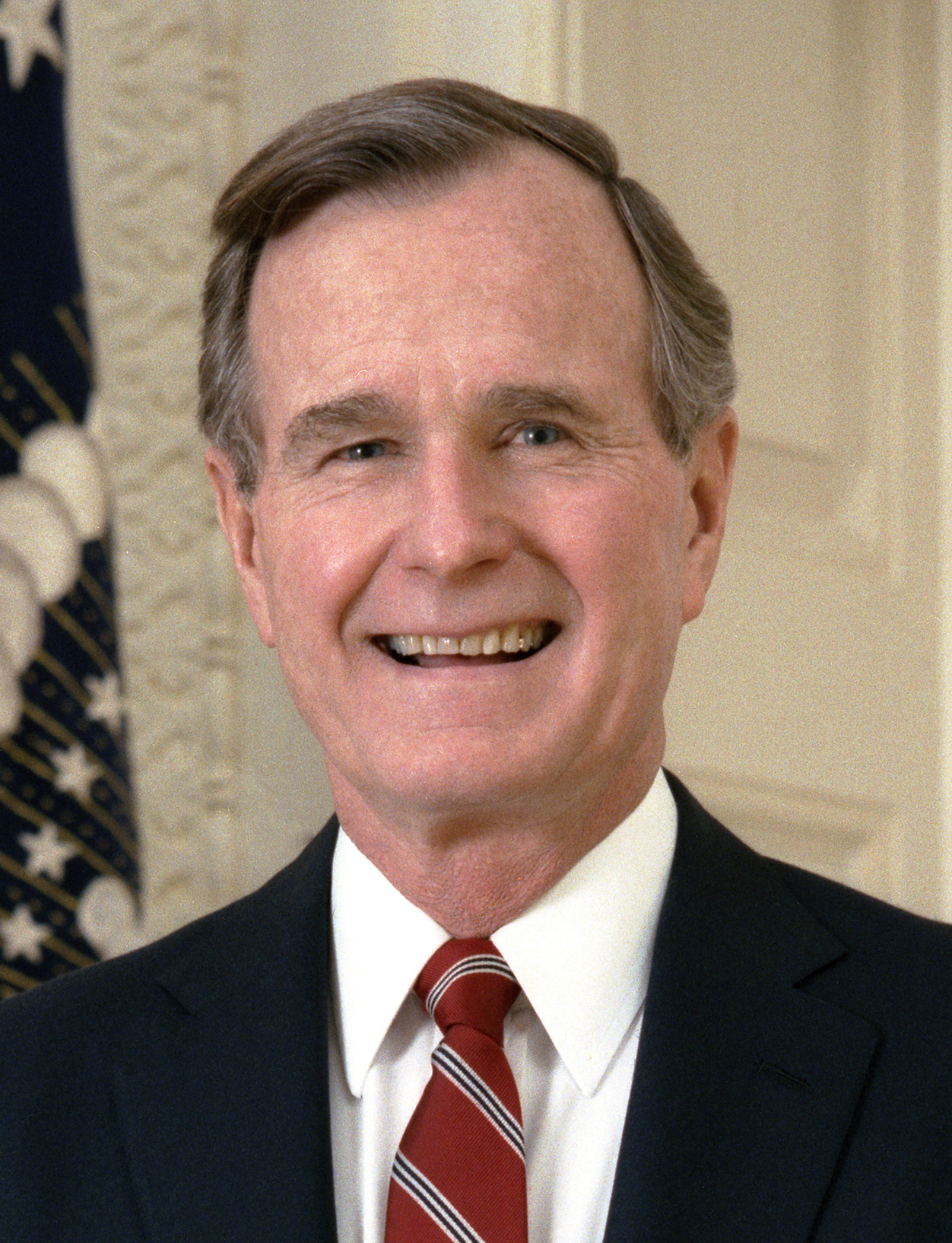
1988: George Bush

- 1988: Bei einer Wahlkampfrede gibt der amerikanische Präsidentschaftskandidat George H. W. Bush sein berühmtes Versprechen Read my lips: no new taxes ab.
- 1988: Die Hamas-Charta wird veröffentlicht.

### Wirtschaft
- 1888: Der Centralbahnhof, der heutige Hauptbahnhof, wird in Frankfurt am Main eingeweiht.
- 1889: Auf Initiative von Hans Wagner treffen sich 50 Philatelisten aus ganz Deutschland zum ersten Deutschen Philatelistentag in Mainz.
- 1896: Der erste motorgetriebene Lastkraftwagen wird bei der Daimler-Motoren-Gesellschaft in Cannstatt vorgestellt.
- 1922: Das Deutsche Institut für Normung veröffentlicht seine Richtlinie 476 für  Papierformate.
- 1947: Die erste Exportmesse in Hannover nach dem Zweiten Weltkrieg wird eröffnet.
- 1949: Das deutsche Sportartikel-Unternehmen Adidas AG wird in Herzogenaurach gegründet.

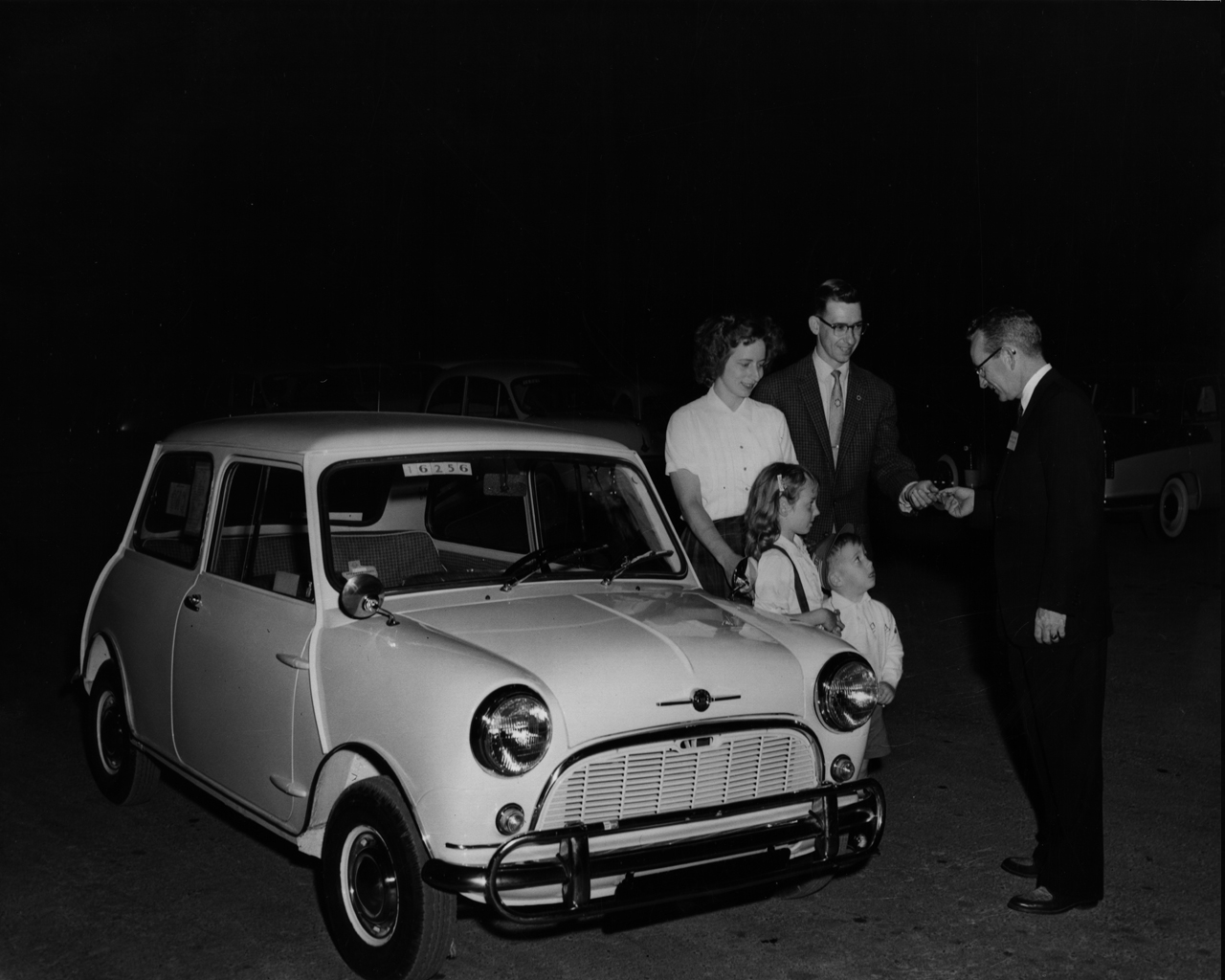
1959: Der Mini

- 1959: Der von Sir Alec Issigonis für die British Motor Corporation entworfene britische Kleinwagen Mini kommt auf den Markt.
- 1960: In den USA werden unter dem Markennamen Enovid die ersten Antibabypillen angeboten.

### Wissenschaft und Technik
- 1868: Bei der Beobachtung der totalen Sonnenfinsternis in Indien entdeckt der französische Astronom Jules Janssen das chemische Element Helium.
- 1922: Vom hessischen Berg Wasserkuppe aus startet der Deutsche Arthur Martens mit einer HAWA H 1 „Vampyr“ zum ersten Stundenweltrekord im Segelfliegen.
- 1932: Auguste Piccard und Max Cosyns steigen mit einem Stratosphärenballon zur damaligen Weltrekordhöhe von 16.940 Metern auf.

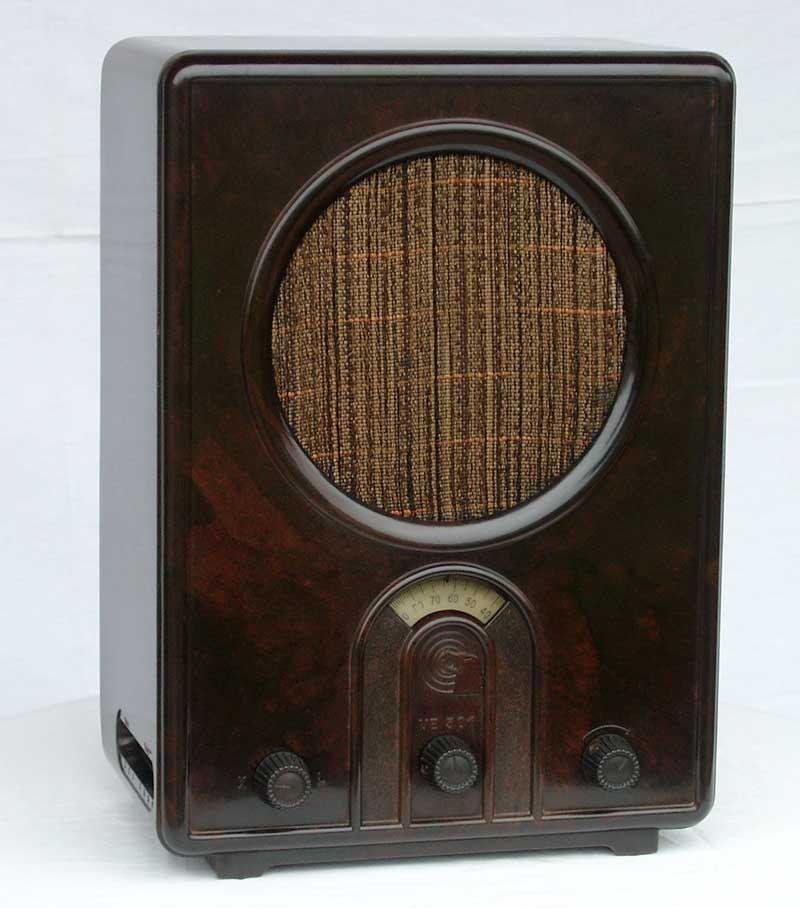
1933: Der Volksempfänger, Typ VE301W

- 1933: Auf der Berliner Funkausstellung wird der Volksempfänger vorgestellt.
- 1943: Der für zivile Zwecke bestimmte Transporthubschrauber Sikorsky S-51 absolviert in den USA seinen Erstflug.

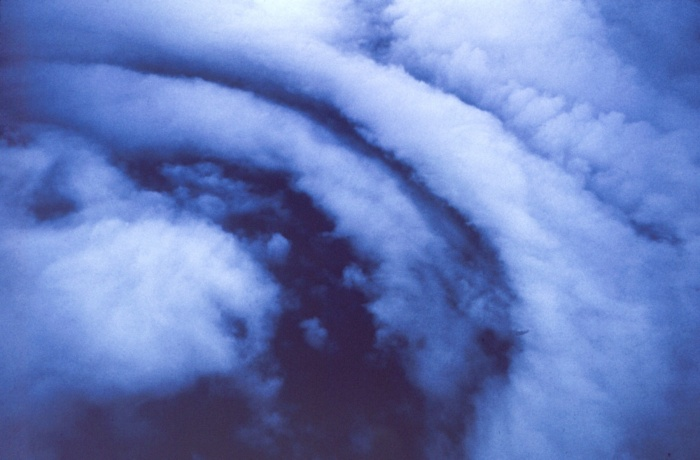
1969: Das Auge des Hurrikans Debbie

- 1969: Im Rahmen des Projekts Stormfury wird im Hurrikan Debbie Silberiodid verstreut. Die Intensität des Hurrikans schwächt sich daraufhin um 31 % ab.
- 1972: Die Universität Málaga nimmt ihren Lehrbetrieb auf.
- 1976: Die sowjetische Raumsonde Luna 24 landet auf dem Mond und kehrt am 22. August wieder zurück.

### Kultur
- 1912: Mit der in Frankfurt am Main uraufgeführten Oper Der ferne Klang feiert Franz Schreker seinen ersten Erfolg.
- 1930: In einem Micky-Maus-Trickfilm der Disney Company tritt zum ersten Mal der Hund Pluto auf. Er ist als Bluthund dem ausgebrochenen Sträfling Micky auf der Spur.
- 1932: Als Erster Operntonfilm – Welturaufführung angekündigt hat der Film Die verkaufte Braut, entstanden unter der Regie von Max Ophüls, in München Premiere.
- 1962: Das erste gemeinsame Konzert von Lennon, McCartney, Harrison und Starr findet in der Hulme Hall von Birkenhead statt.
- 1982: Das Land Baden-Württemberg übernimmt vom Spielkartenhersteller ASS das Deutsche Spielkartenmuseum und delegiert die Trägerschaft an die Stadt Leinfelden-Echterdingen.

### Gesellschaft
- 1934: Al Capone wird ins Bundesgefängnis auf Alcatraz verlegt, um seine Kontakte zur Außenwelt zu unterbinden.

### Religion

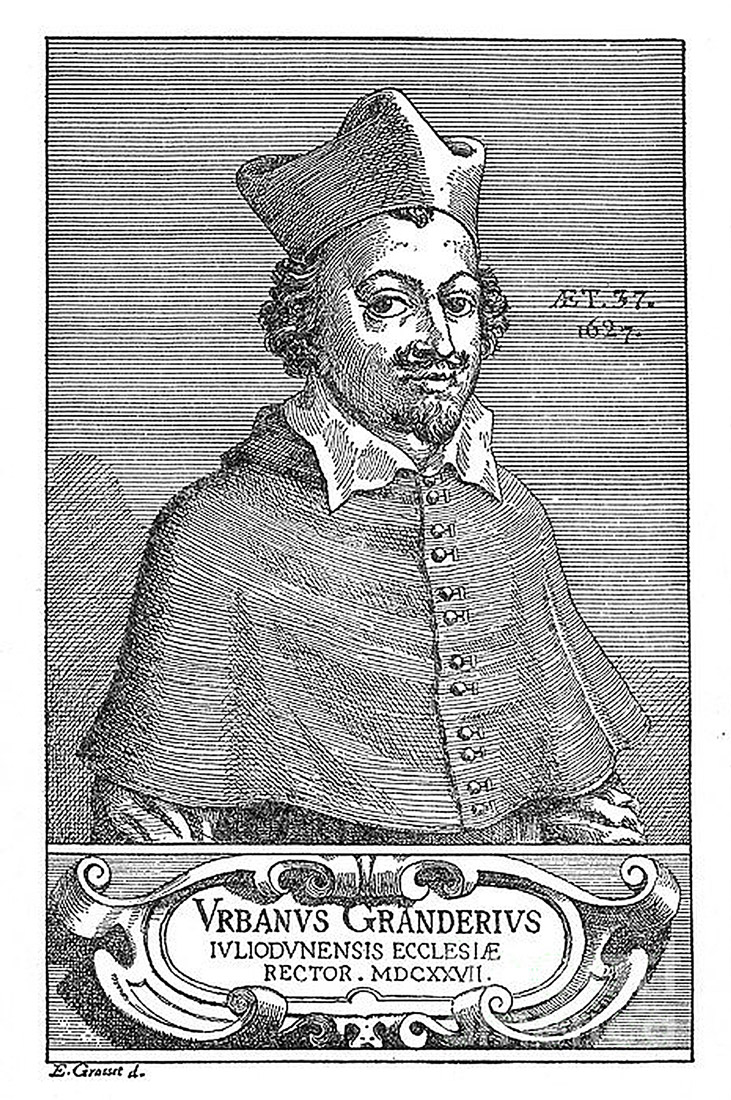
1634: Urbain Grandier

- 1634: In Loudun wird der wegen Hexerei verurteilte katholische Priester Urbain Grandier auf dem Scheiterhaufen verbrannt. Grandier war eines Teufelspaktes beschuldigt, was er trotz Folterung bestritt.
- 1830: Die römisch-katholische Kirche rückt vom Zinsverbot ab: Pius VIII. hebt es in einem Brief an den Bischof von Rennes auf.
- 2005: Papst Benedikt XVI. besucht den XX. Weltjugendtag in Köln.

### Katastrophen

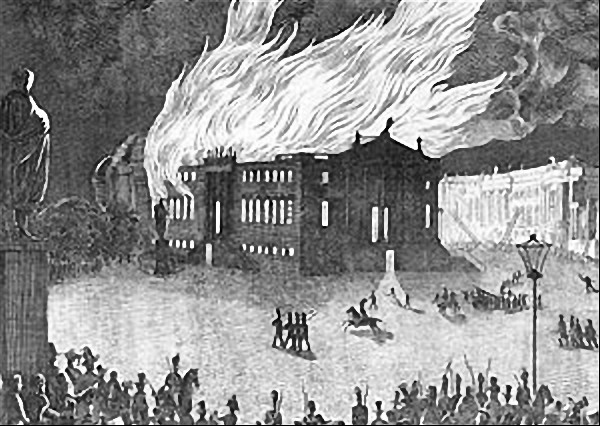
1843: Die brennende Berliner Oper

- 1843: Die Königliche Oper in Berlin wird durch einen Brand vollständig zerstört.

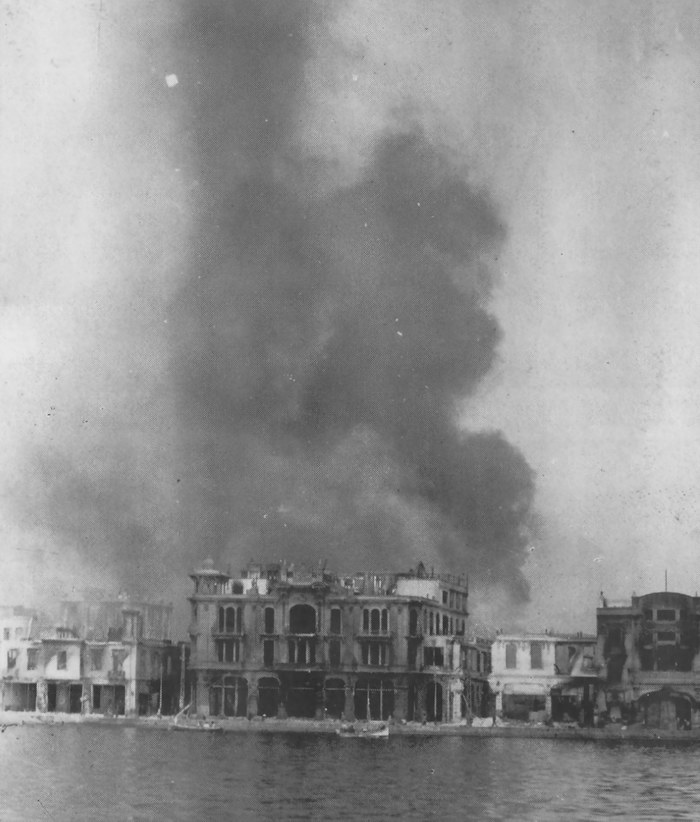
1917: Brand in Thessaloniki

- 1917: Der Großbrand in Thessaloniki beginnt. Erst am Folgetag können die Flammen endgültig gelöscht werden. 32 Prozent der Stadt werden zerstört, etwa 70 Prozent der Arbeitsplätze durch das Feuer vernichtet. Tausende Menschen werden obdachlos.
- 1993: Die Luzerner Kapellbrücke, das um 1300 gebaute bedeutendste Wahrzeichen der Stadt, brennt zu einem Großteil nieder.
- 1994: Ein Erdbeben der Stärke 5,9 fordert in Algerien 159 Todesopfer.

Kleinere Unglücksfälle sind in den Unterartikeln von Katastrophe und in der Liste von Katastrophen aufgeführt.

### Sport
- 1902: Im Grazer Stieglbräu wird der Grazer Athletik-Sport-Club (GAC) gegründet, der über 100 Jahre später unter dem Namen GAK österreichischer Fußballmeister wird.

Einträge von Leichtathletik-Weltrekorden befinden sich unter der jeweiligen Disziplin unter Leichtathletik.

## Geboren

### Vor dem 18. Jahrhundert
- 0985: Al-Hākim, sechster Kalif aus dem Geschlecht der Fatimiden (Ägypten)
- 1407: Alain IV. de Coëtivy, bretonischer Prälat, Bischof von Avignon
- 1414: Dschāmi, persischer Dichter und Mystiker
- 1450: Marko Marulić, kroatischer Dichter, Humanist

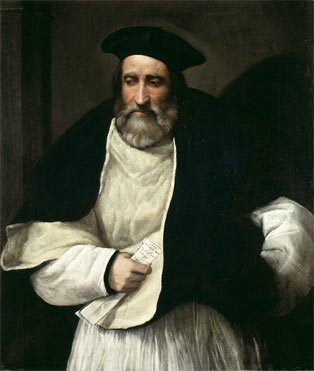
Lorenzo Pucci (* 1458)

- 1458: Lorenzo Pucci, italienischer Kardinal
- 1494: Johann Scheubel, deutscher Mathematiker
- 1497: Francesco da Milano, italienischer Renaissancekomponist
- 1516: Brigitta von Pfalz-Simmern, Äbtissin im Stift Neuburg
- 1526: Claude de Lorraine, duc d’Aumale, Herzog von Aumale
- 1529: Isha Khan, bengalischer Herrscher
- 1552: Johann VI. von Sitsch, Fürstbischof von Breslau
- 1559: Friedrich IV. von dem Bergh, Offizier in generalstaatischen und spanischen Diensten während des Achtzigjährigen Krieges
- 1561: Metta von Limburg-Styrum, Äbtissin im Stift Freckenhorst
- 1564: Federico Borromeo, Erzbischof von Mailand und Kardinal

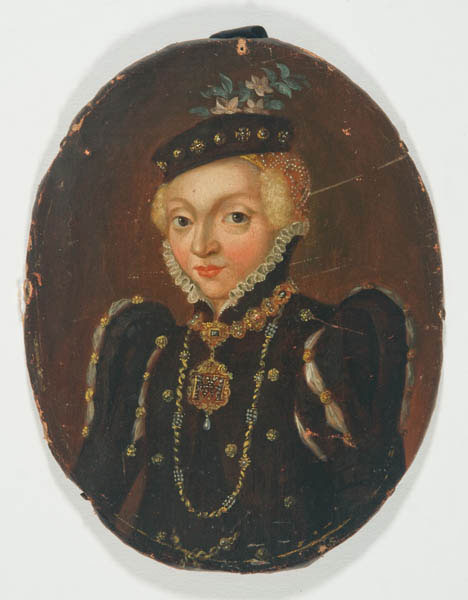
Anna Maria (* 1575)

- 1575: Anna Maria, Pfalzgräfin von Neuburg und Herzogin von Sachsen-Weimar
- 1577: Ambrosius Rhode, deutscher Mathematiker, Astronom und Mediziner
- 1579: Charlotte Flandrina von Oranien-Nassau, niederländische Prinzessin, Äbtissin von Sainte-Croix
- 1584: Johann Quistorp der Ältere, deutscher Theologieprofessor, Rektor der Universität Rostock
- 1596: Hans von Rochow, deutscher Gutsherr und Kompanieführer des ersten stehenden Heeres der Mark Brandenburg
- 1606: Maria Anna von Spanien, Königin von Böhmen und Ungarn, römisch-deutsche Kaiserin
- 1611: Luisa Maria Gonzaga, Königin von Polen
- 1631: Kanō Einō, japanischer Maler
- 1634: Carlos de Gurrea, Statthalter der Spanischen Niederlande und Vizekönig von Katalonien
- 1642: Johann Friedrich von Waldstein, Bischof von Königgrätz und Erzbischof von Prag
- 1643: Wilhelm, Fürst von Anhalt-Harzgerode
- 1658: Jan František Beckovský, tschechischer Schriftsteller, Historiker, Übersetzer und Priester
- 1663: Catherine Repond, eines der letzten Opfer der Hexenverfolgung in der Schweiz
- 1668: Kaspar von Fels, Bürgermeister von St. Gallen und Tagsatzungsgesandter
- 1683: Christian Ernst, Herzog von Sachsen-Coburg-Saalfeld
- 1685: Brook Taylor, britischer Mathematiker
- 1692: Louis IV. Henri de Bourbon-Condé, französischer Präsident des Regentschaftsrats, Großhofmeister, Gouverneur und Premierminister

### 18. Jahrhundert

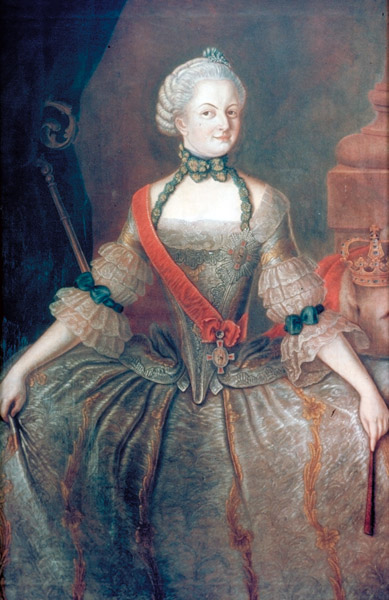
Charlotte von Brandenburg-Schwedt (* 1745)

- 1705: Emanuel Büchel, Schweizer Bäcker, Zeichner, Topograph und Aquarellist
- 1720: Johann Rudolph Anton Piderit, deutscher evangelischer Theologe, Geistlicher und Pädagoge
- 1738: Johann Hinrich Gossler, deutscher Kaufmann und Bankier
- 1739: Cornelis de Pauw, niederländischer Historiker, Kulturphilosoph und Philologe
- 1745: Friederike Charlotte von Brandenburg-Schwedt, Äbtissin von Herford
- 1745: Ludwig Fischer, deutscher Opernsänger (Bass)
- 1745: Václav Praupner, tschechischer Komponist
- 1748: Pierre Sonnerat, französischer Naturwissenschaftler und Weltreisender

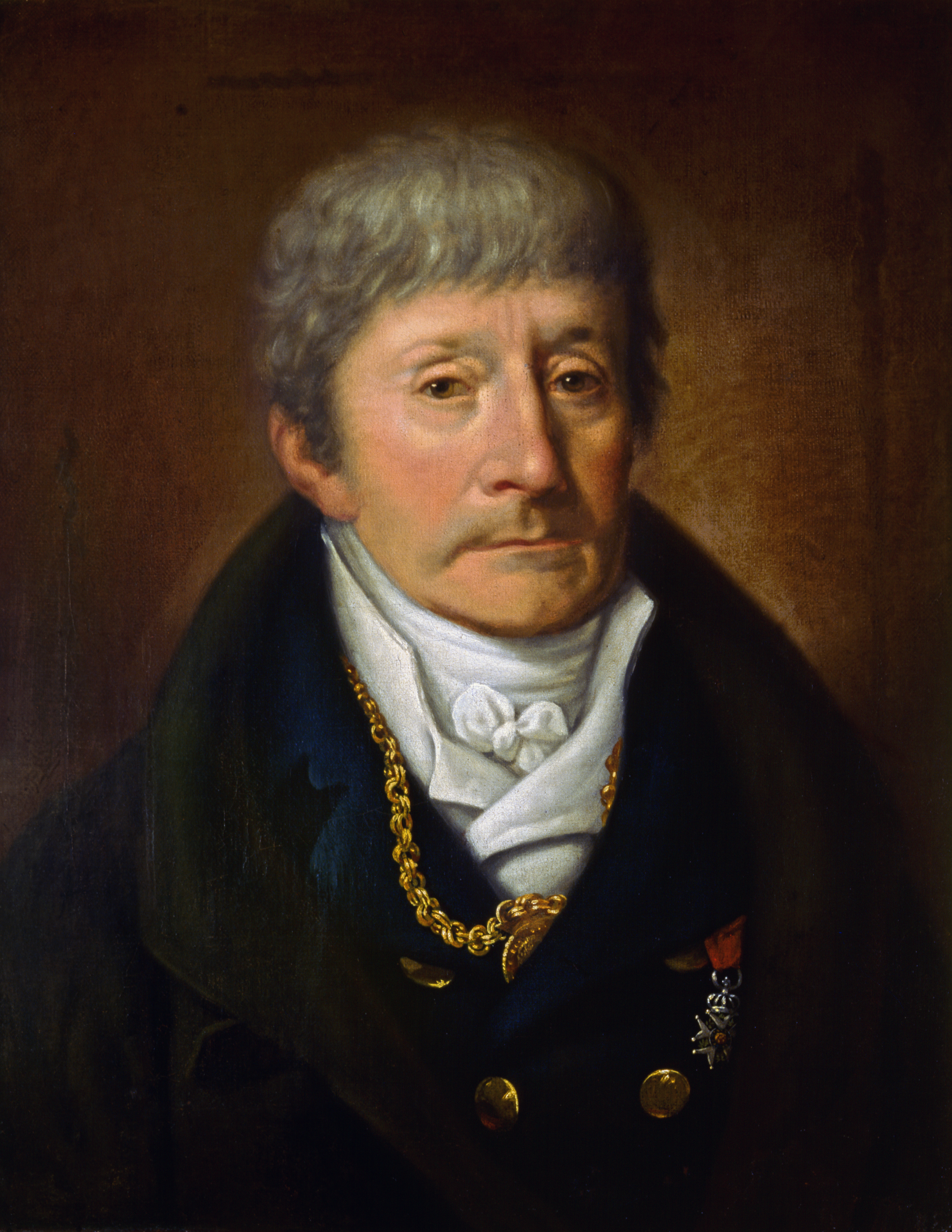
Antonio Salieri (* 1750)

- 1750: Antonio Salieri, italienischer Komponist
- 1754: François de Chasseloup-Laubat, französischer Général de brigade, Festungsbauer und Ingenieur
- 1755: Gottlob Heinrich von Lindenau, königlich-sächsischer Kammerherr, Kreisoberforstmeister und Rittergutsbesitzer
- 1756: Cölestin Königsdorfer, Abt des Benediktinerklosters Kloster Heilig Kreuz Donauwörth
- 1761: Pierre-Claude Daunou, französischer Politiker, Archivar und Historiker
- 1765: Hans Conrad Finsler, Schweizer Militär und Politiker
- 1765: Ludwig Aloys von Hohenlohe, deutscher Reichsfürst und General, Marschall von Frankreich, Statthalter von Galizien
- 1766: Franz Johann Joseph von Reilly, österreichischer Verleger und Kartograf
- 1767: Christian Friedrich Franke, deutscher evangelischer Theologe
- 1774: Meriwether Lewis, US-amerikanischer Entdecker, Soldat und Verwaltungsbeamter
- 1776: August von Herder, deutscher Geologe, Mineraloge und Sächsischer Oberberghauptmann
- 1781: José Mariano Jiménez, mexikanischer Aufständischer und Revolutionär
- 1782: Marcellin Marbot, französischer General
- 1783: Andreas Friedrich Bauer, deutscher Techniker und Unternehmer

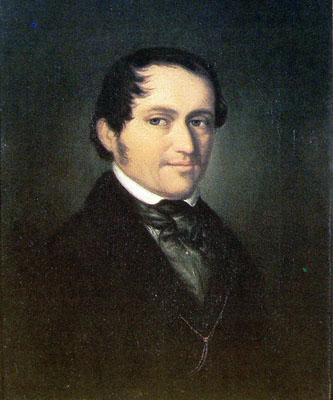
Friedrich Wieck (* 1785)

- 1785: Friedrich Wieck, deutscher Musiker und Musikpädagoge
- 1786: Otto von Loeben, deutscher Schriftsteller und Dichter
- 1786: Jean Guillaume Lugol, französischer Arzt
- 1788: Ernst August Pech, deutscher Mediziner und Hochschullehrer
- 1792: John Russell, 1. Earl Russell, britischer Premierminister
- 1793: Auguste, Fürstin von Schwarzburg-Rudolstadt
- 1795: Ludwig August Struve, deutscher Arzt
- 1800: Adolph Cnyrim, deutscher Beamter und Politiker

### 19. Jahrhundert

#### 1801–1850

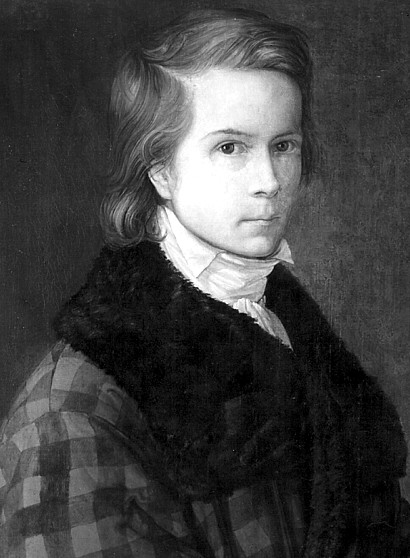
Johann Karl Ulrich Bähr (* 1801)

- 1801: Johann Karl Ulrich Bähr, deutscher Maler und Schriftsteller
- 1801: François-Paul-Émile Boisnormand de Bonnechose, französischer Historiker und Dichter
- 1801: Antonio Piatti, italienischer Geiger
- 1802: Paul Emil Jacobs, deutscher Maler
- 1802: Eduard Wimmer, sächsischer Politiker
- 1803: Joseph Hoffa, deutscher Altphilologe, Privatdozent und Lehrer
- 1803: Sebastião do Rêgo Barros brasilianischer Mathematiker, Politiker und Offizier
- 1804: August Zoller, deutscher Übersetzer, Schriftsteller und Journalist
- 1805: Josef Danhauser, österreichischer Maler und Grafiker
- 1805: Heinrich Friedrich Francke, deutscher Naturheilkundler, Hydropath und Fachschriftsteller
- 1805: Albert Treuding, deutscher Wasserbauingenieur und Hochschullehrer
- 1806: Louis Savinien Dupuis, französischer Priester und Ordensgründer
- 1806: Johann Gottlieb Laib, Schweizer Lehrer, Pädagoge, Komponist und Dirigent
- 1807: Charles Francis Adams, Sr., US-amerikanischer Jurist und Politiker
- 1807: Boyle Finniss, erster Premierminister South Australias
- 1807: Bernhard Hayd, deutscher Politiker und bayerischer Bürgermeister
- 1808: Vittus Steenholdt, dänisch-grönländischer Katechet, Hochschullehrer und Übersetzer
- 1809: Arthur Torrens, britischer General und Kolonialverwalter
- 1809: Noah Wolff, deutscher Industriepionier und bedeutender Vertreter des Judentums im Sauerland
- 1810: Jules Perrot, französischer Tänzer und Ballettchoreograph
- 1810: Gustav Rubner, deutscher Arzt und Politiker
- 1811ː Adelina Spech-Salvi, italienische Opernsängerin (Sopran)
- 1812: Paul Hartmann, deutscher Unternehmer
- 1813: Ludwig Rudolph, deutscher Lehrer und Botaniker
- 1815: Alexander Theodor von Middendorff, russischer Zoologe und Entdecker
- 1817: Adolph von Koerber, preußischer Generallandschaftsdirektor
- 1818: William Farquhar Barry, US-amerikanischer General
- 1818: Henri Le Secq, französischer Fotograf
- 1818: Václav Bolemír Nebeský, tschechischer Dichter und Philosoph
- 1819: John D. Ashmore, US-amerikanischer Politiker

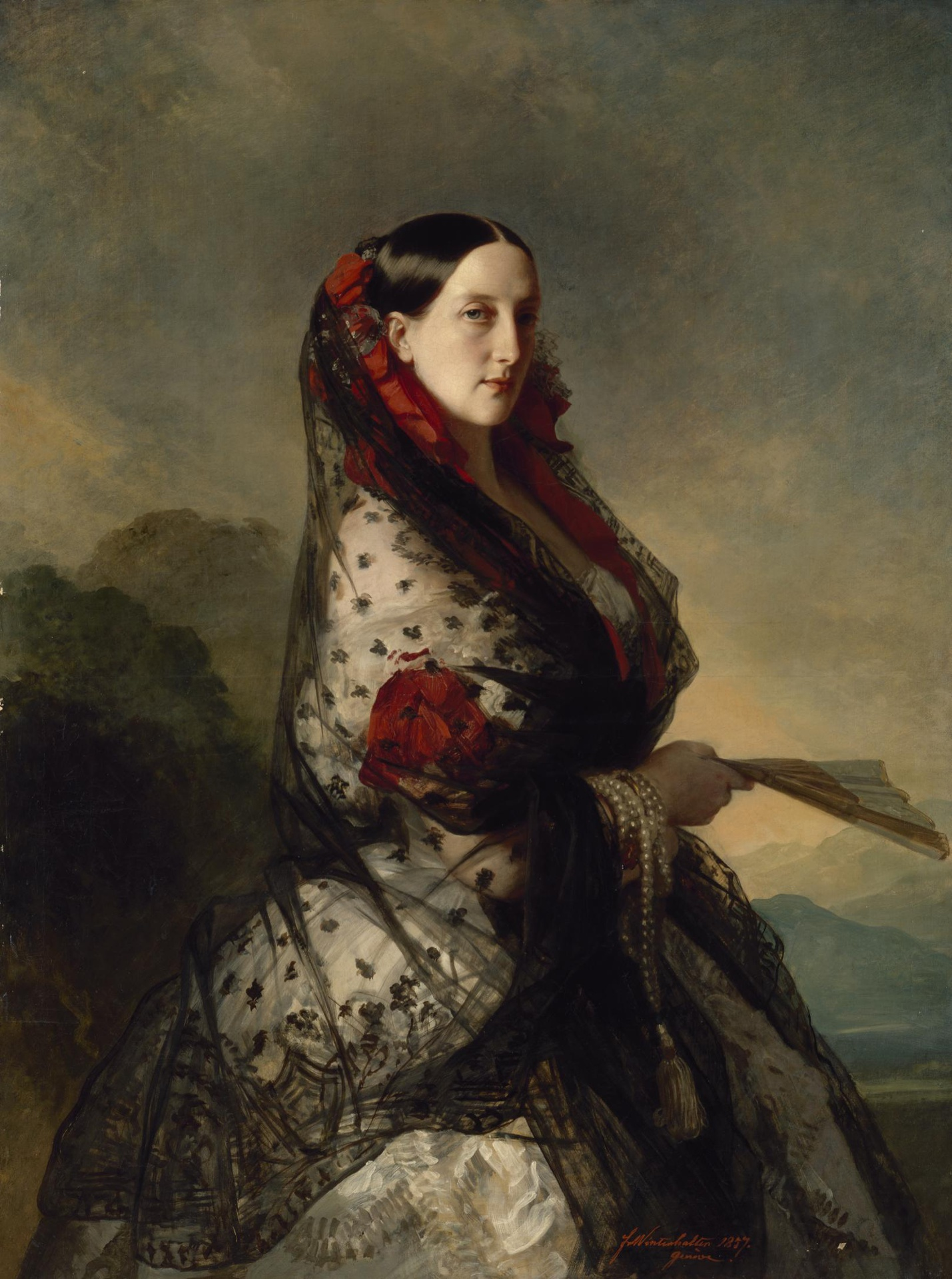
Marija Nikolajewna Romanowa (* 1819)

- 1819: Maria Nikolajewna Romanowa, älteste Tochter von Zar Nikolaus I.
- 1821: Peter Dewes, deutscher Unternehmer und Politiker
- 1822: Bonaventura Baumgartner, Schweizer Lehrer, Beamter und Politiker
- 1824: André Léo, französische Schriftstellerin und Journalistin
- 1828: Ernest Cahen, französischer Organist und Komponist
- 1828: Georg Jabin, deutscher Landschaftsmaler

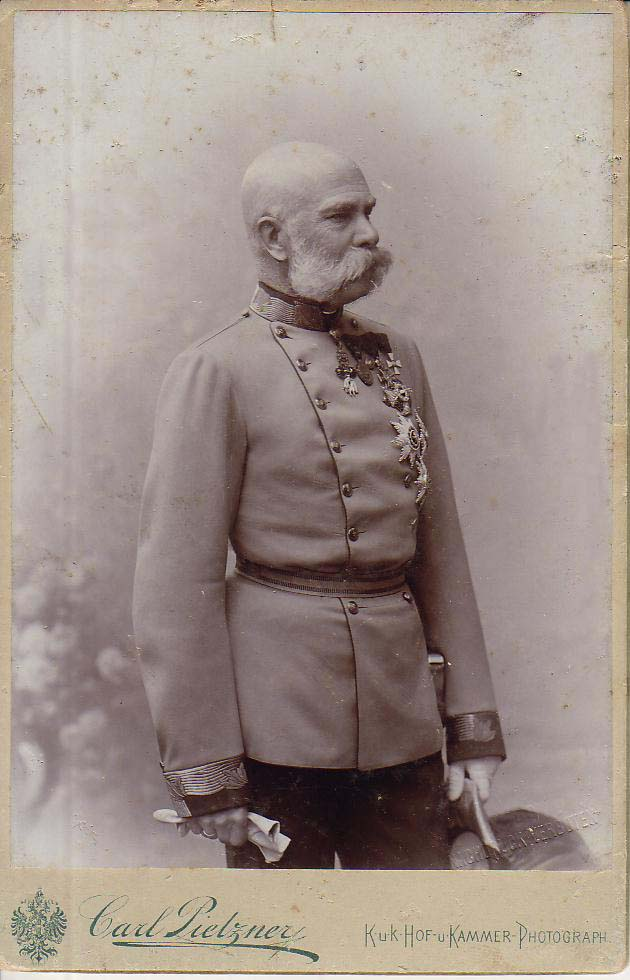
Franz Joseph I. (* 1830)

- 1830: Franz Joseph I., Kaiser von Österreich
- 1830: Wilhelm Carl Johann Wedding, deutscher Unternehmer
- 1832: Walter von Funke, deutscher Agrarwissenschaftler
- 1838: Angelo Neumann, deutscher Sänger (Bariton), Theaterintendant und Autor
- 1839: Hugh Archibald Clarke, kanadischer Komponist
- 1839: Freda Ehmann, deutsch-amerikanische Unternehmerin
- 1841: Alfred Pernice, Professor für römisches Recht
- 1843: Moritz Brasch, deutscher Philosoph
- 1846: Robley D. Evans, US-amerikanischer Admiral
- 1847: Albert Manthe, deutscher Bildhauer
- 1848: Ricardo Bahre, deutscher Architekt
- 1849: Benjamin Godard, französischer Komponist
- 1850: Vincenzo Appiani, italienischer Komponist, Pianist und Musikpädagoge
- 1850: Werner Genest, deutscher Ingenieur und Unternehmer
- 1850: Otto Bauer, Politiker, Bürgermeister mehrerer Städte

#### 1851–1900
- 1852: Wilhelm Plüschow, deutscher Fotograf
- 1854: Eufemia von Adlersfeld-Ballestrem, deutsche Schriftstellerin
- 1854: James Hyslop, amerikanischer Philosoph und Parapsychologe
- 1856: Achad Ha'am, zionistischer Aktivist und Journalist, Hauptvertreter des Kultur-Zionismus
- 1856: Jan Gall, polnischer Komponist, Chorleiter und Musikpädagoge

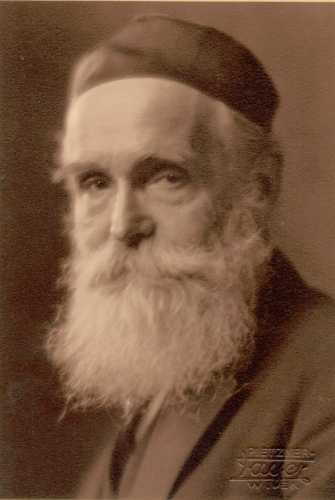
Eusebius Mandyczewski (* 1857)

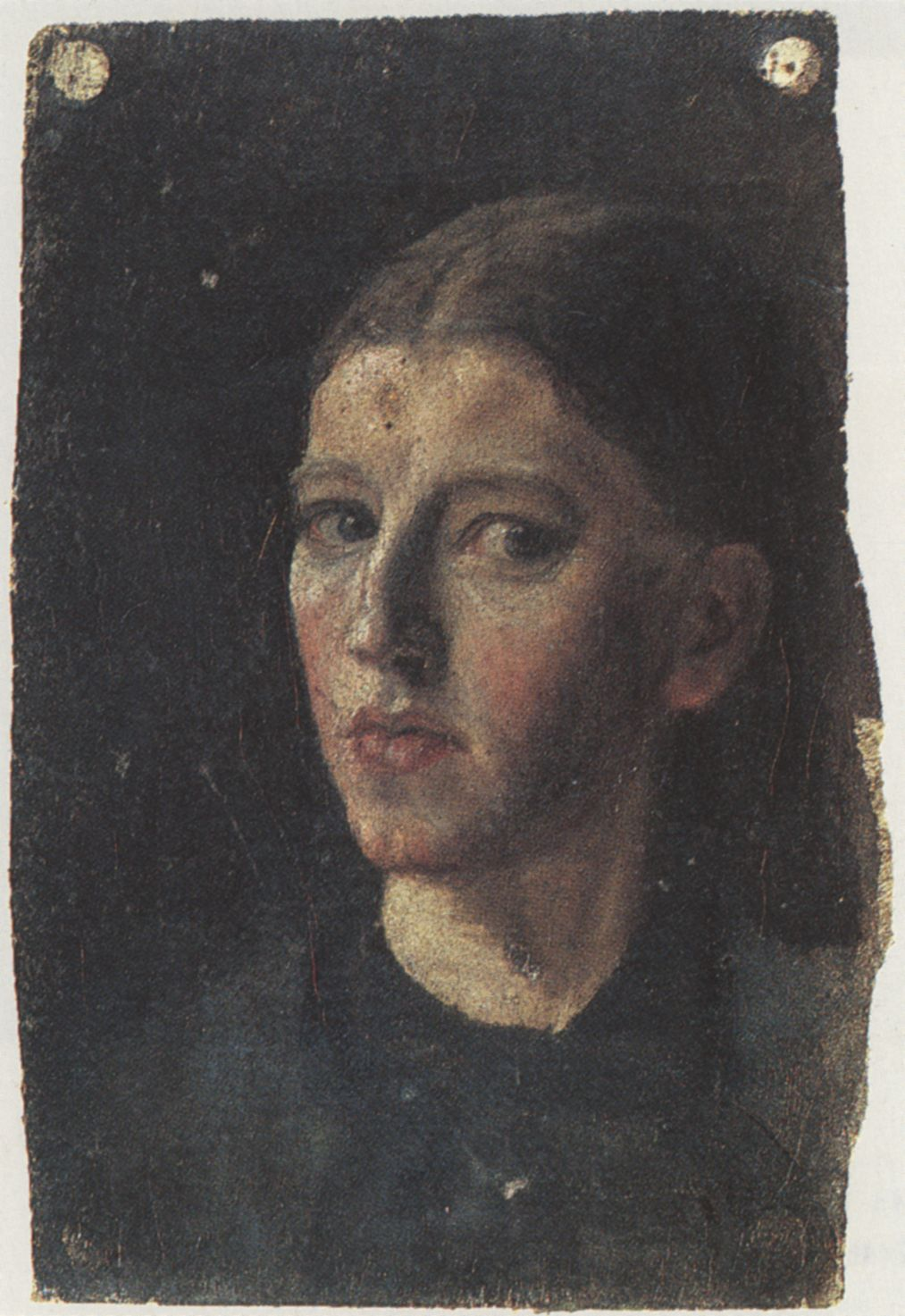
Anna Ancher (* 1859)

- 1857: Eusebius Mandyczewski, österreichischer Musikwissenschaftler und Komponist
- 1859: Anna Ancher, dänische Malerin
- 1860: Theodor Lewald, deutscher Sportfunktionär, Vorsitzender des NOK
- 1863: Ludvík Aust, österreichischer Politiker
- 1864: Gemma Bellincioni, italienische Opernsängerin (Sopran)
- 1865: Rudolf König, österreichischer Amateurastronom
- 1865: Nagaoka Hantarō, japanischer Physiker
- 1867: Hans Kloepfer, österreichischer Arzt und Schriftsteller
- 1868: Karl Tewes, deutscher Fußballspieler
- 1869: László Kún, ungarischer Komponist und Kapellmeister
- 1869: Ernst Graf zu Reventlow, deutscher Marineoffizier, Schriftsteller und Politiker
- 1871: Felix Busch, preußischer Beamter
- 1871: Ernst Lommatzsch, deutscher Altphilologe
- 1872: René Auberjonois, Schweizer Maler
- 1872: Hugo Bettauer, österreichischer Schriftsteller
- 1873: Otto Harbach, US-amerikanischer Librettist und Songtexter
- 1873: Leo Slezak, österreichischer Opernsänger und Schauspieler
- 1874: Anna von Montenegro, Prinzessin von Montenegro
- 1874: Otto Menet, Schweizer Organist, Gesangspädagoge und Komponist
- 1875: Prithvi, König von Nepal
- 1878: Fritz Brun, Schweizer Komponist und Dirigent
- 1878: Dominique Lamberjack, französischer Radsportler, Motorrad- und Automobilrennfahrer sowie Unternehmer
- 1879: Manuel Arce y Ochotorena, Erzbischof von Tarragona und Kardinal
- 1880: Georg Schmückle, deutscher Schriftsteller

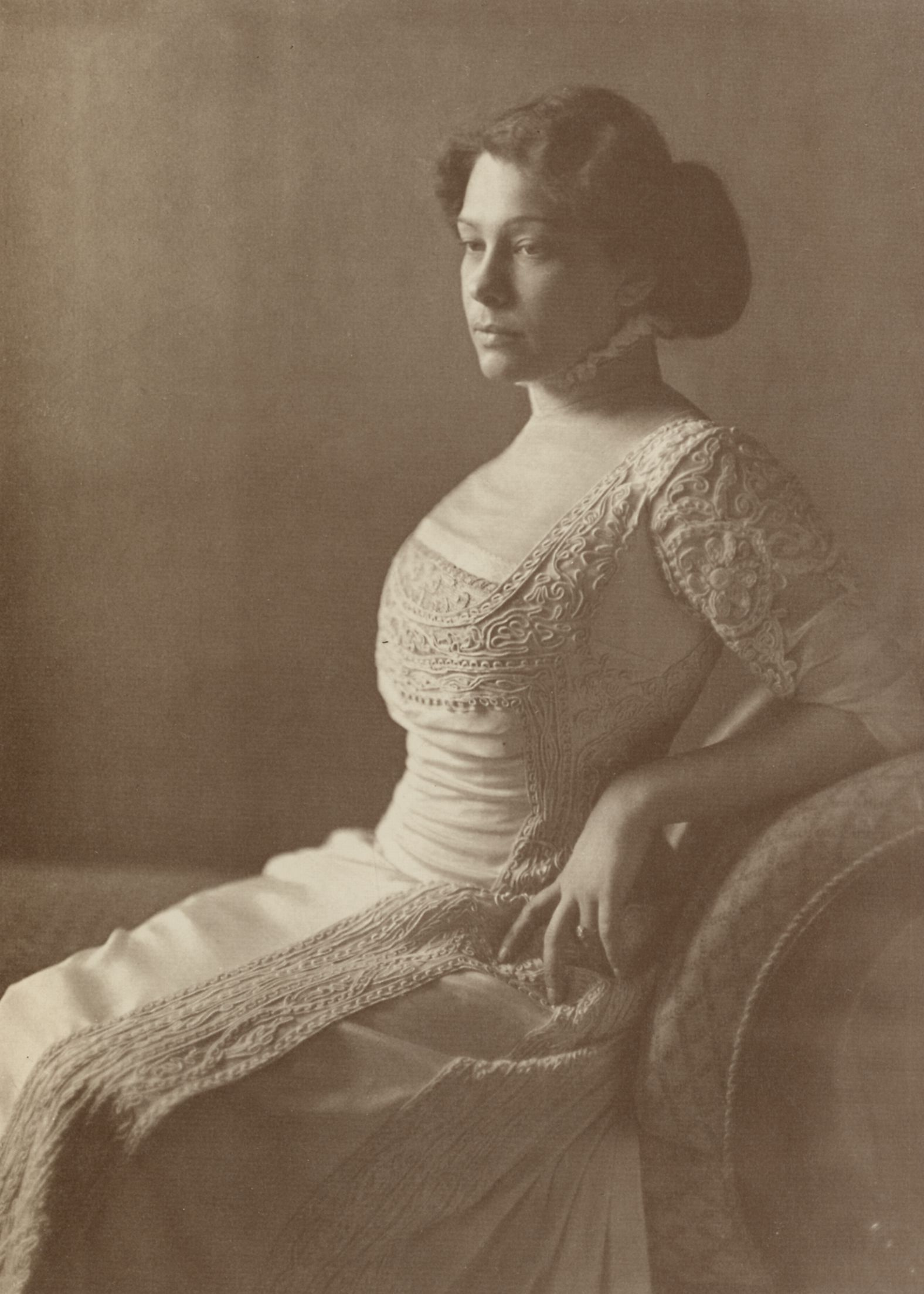
Tilla Duriex (* 1880)

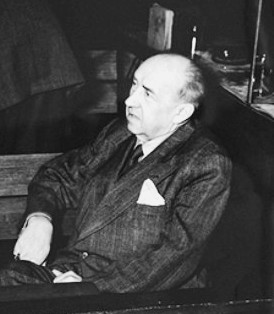
Walther Funk (* 1890)

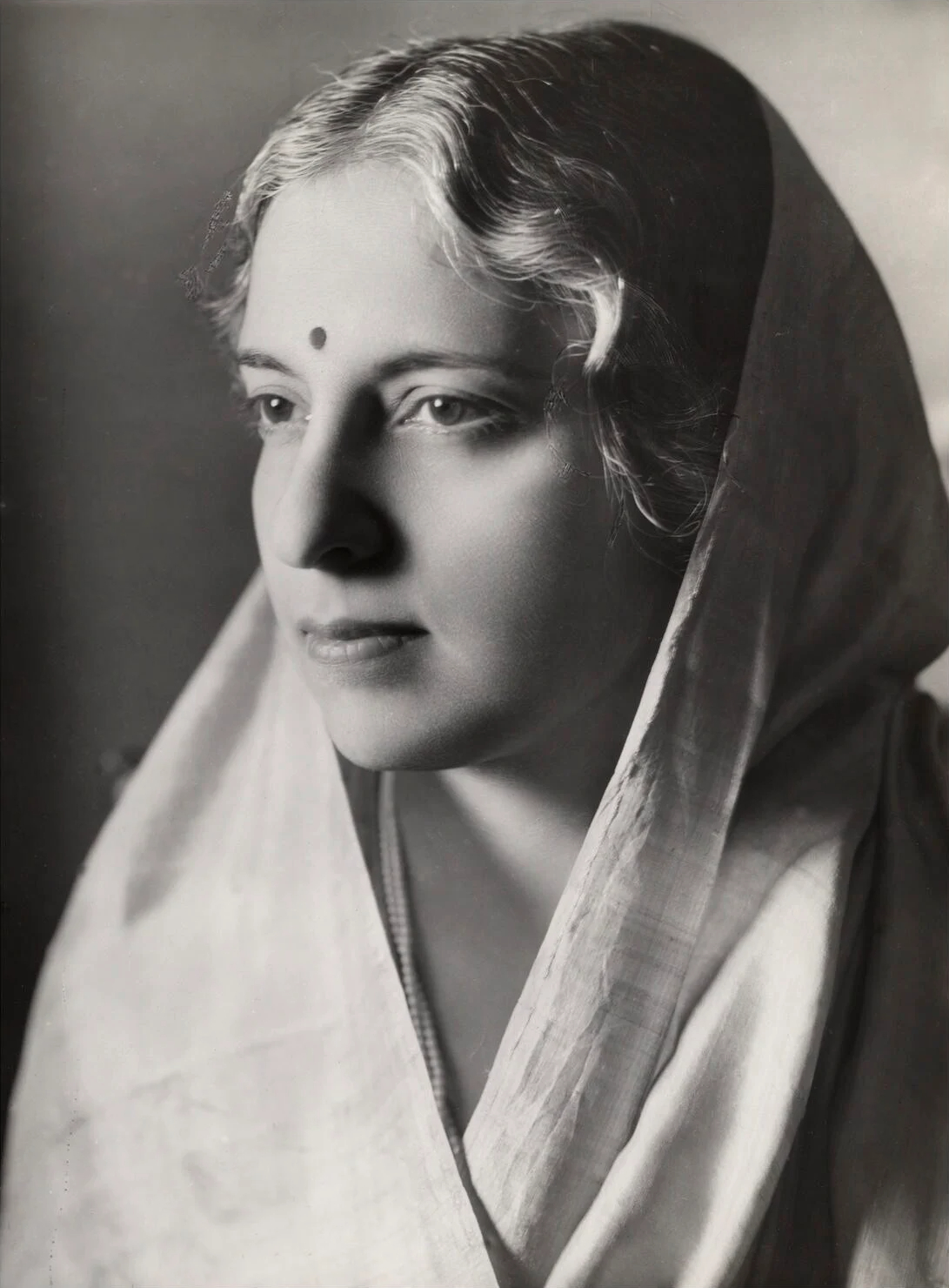
Vijaya Lakshmi Pandit (* 1900)

- 1880: Tilla Durieux, österreichische Schauspielerin
- 1881: Bruno Adriani, deutsch-US-amerikanischer Jurist, Kunsthistoriker und Mäzen
- 1881: Hermann Zilcher, deutscher Komponist, Musikpädagoge und Pianist
- 1882: Hermann Liebmann, deutscher Politiker
- 1882: Marcel Samuel-Rousseau, französischer Komponist
- 1883: James W. Papez, US-amerikanischer Neuroanatom
- 1884: Basil Cameron, englischer Geiger und Dirigent
- 1885: Tim Ahearne, irischer Dreispringer
- 1886: Georgine Gerhard, Schweizer Lehrerin, Frauenrechtlerin und Gründerin der Basler Sektion des Schweizerischen Hilfswerks für Emigrantenkinder
- 1886: Karl Tewes, deutscher Fußballspieler
- 1886: Kurt Zweigert, deutscher Jurist, Richter am Bundesgerichtshof und Bundesverfassungsgericht
- 1886: Paul Bodmer, Schweizer Maler
- 1887: Alma Johanna Koenig, österreichische Lyrikerin und Erzählerin, Opfer der Shoa
- 1887: Hermann Finsterlin, utopischer Architekt, Maler, Dichter, Essayist, Spielzeugmacher und Komponist
- 1888: Gerhard Wagner, deutscher Mediziner und Ärztefunktionär, erster Reichsärzteführer im Dritten Reich
- 1889: Nicolas Caerels, belgischer Automobilrennfahrer
- 1890: Erich Kamke, deutscher Mathematiker
- 1890: Lore Schill, deutsche Malerin
- 1890: Walther Funk, deutscher Journalist und Politiker
- 1892: Franz Findeisen, deutscher Professor
- 1892: Harald Schultz-Hencke, deutscher Psychoanalytiker
- 1893: Burleigh Grimes, US-amerikanischer Baseballspieler
- 1893: Frank Linke-Crawford, englisch-österreichischer Jagdflieger der k.u.k. Monarchie
- 1893: Ernest MacMillan, kanadischer Komponist, Dirigent, Organist und Musikpädagoge
- 1894: Erwin Schliephake, deutscher Mediziner
- 1895: Julijans Vaivods, Erzbischof von Riga und Kardinal der römisch-katholischen Kirche
- 1898: Werner Bruschke, deutscher Politiker, Ministerpräsident in der DDR
- 1898: Gaston Crunelle, französischer Flötist und Musikpädagoge
- 1899: Pietro Belluschi, US-amerikanischer Architekt
- 1900: Imre Reiner, ungarischer Maler, Grafiker und Typograf
- 1900: Vijaya Lakshmi Pandit, indische Politikerin und UNO-Diplomatin

### 20. Jahrhundert

#### 1901–1925
- 1901: Paulus von Stolzmann, deutscher Botschafter
- 1901: Jean Guitton, französischer Philosoph und Schriftsteller

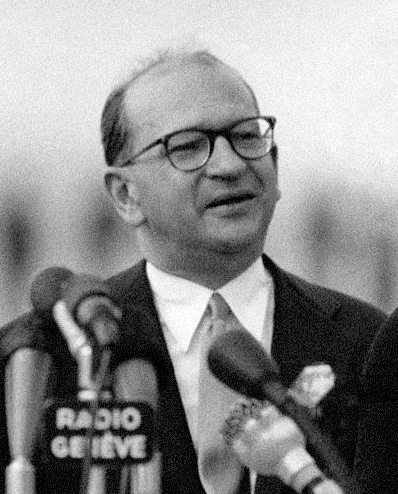
Edgar Faure (* 1908)

- 1902: Julius Kalaš, tschechischer Komponist
- 1902: Franz Oppenhoff, deutscher Kommunalpolitiker
- 1905: Peter Kreuder, deutscher Komponist, Pianist und Dirigent
- 1906: Marcel Carné, französischer Filmregisseur
- 1907: Paul Grimm, deutscher Prähistoriker
- 1908: Edgar Faure, französischer Politiker, mehrfacher Minister, Präsident der Nationalversammlung, Senator, Widerstandskämpfer

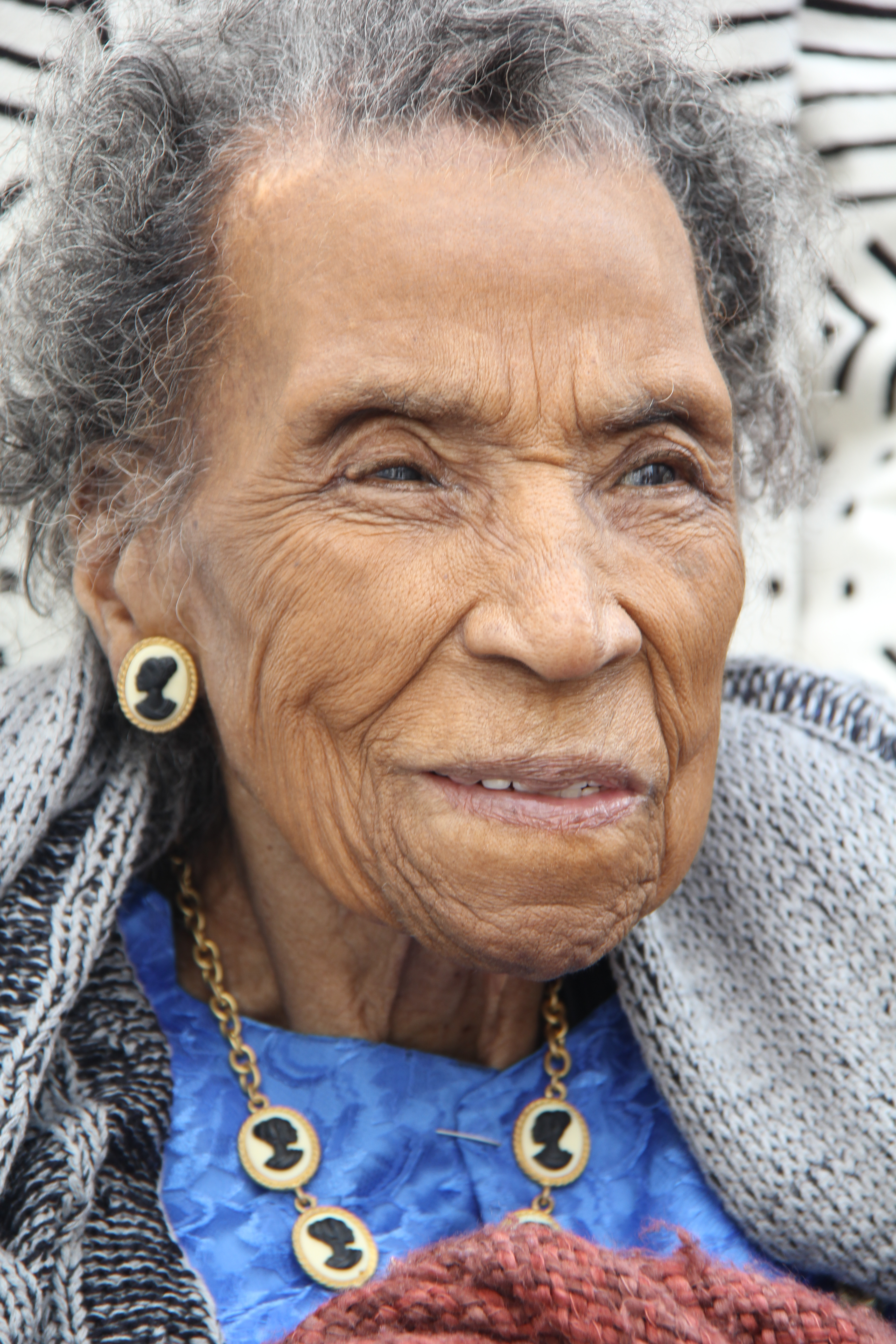
Amelia Boynton Robinson (* 1911)

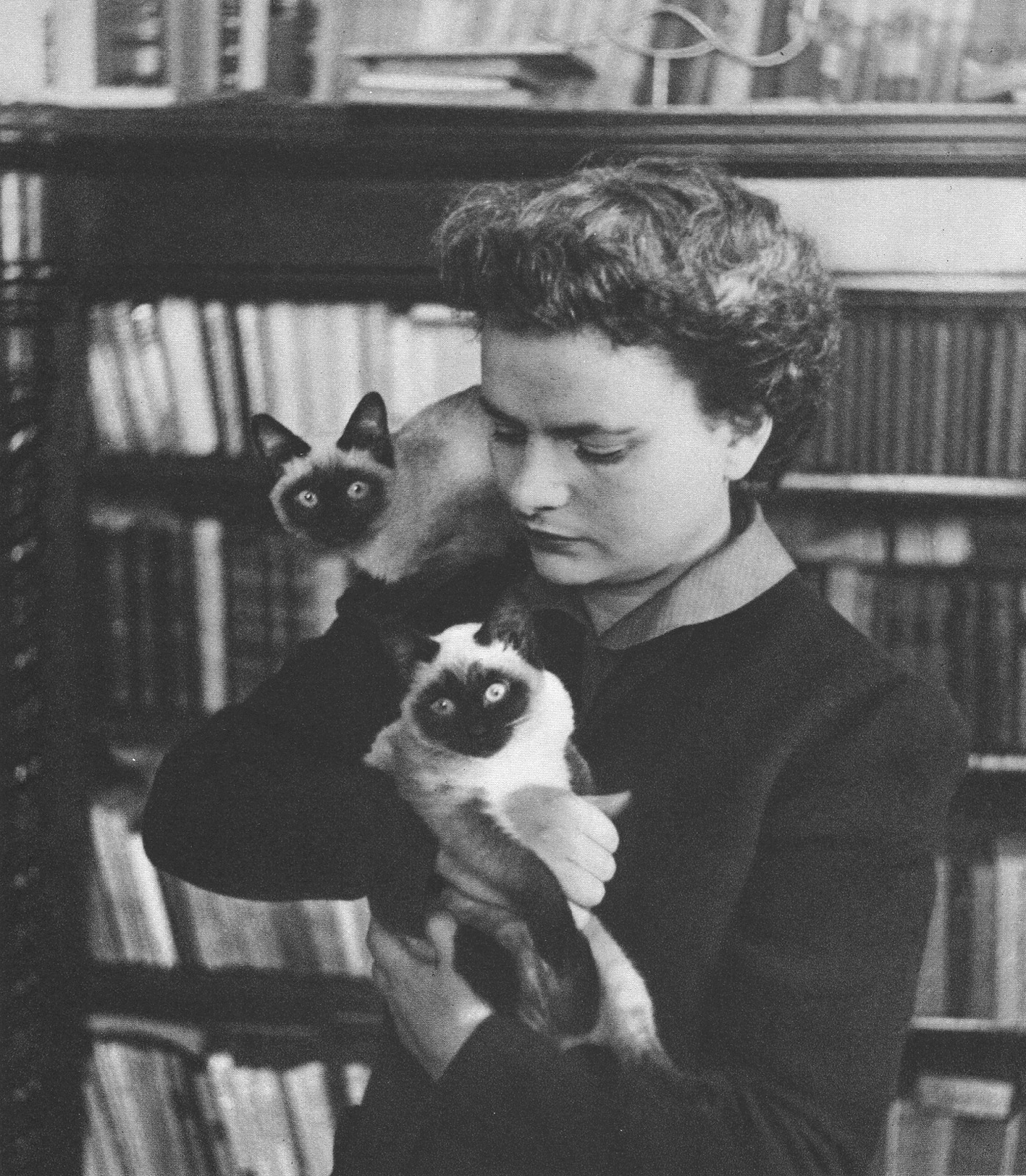
Elsa Morante (* 1912)

- 1908: Else Frenkel-Brunswik, österreichisch-US-amerikanische Psychologin und Psychoanalytikerin
- 1908: Heinrich Hellwege, deutscher Politiker, MdB, Bundesminister, MdL, Landesminister, Ministerpräsident
- 1908: Milan Ristić, serbischer Komponist und Pianist
- 1909: Herman E. Johnson, US-amerikanischer Country-Blues-Musiker
- 1910: Jacques Lecat, französischer Automobilrennfahrer
- 1910: Margarete Wittkowski, deutsche Wirtschaftswissenschaftlerin und Politikerin
- 1911ː Amelia Boynton Robinson, US-amerikanische Bürgerrechtlerin
- 1911: Wolfgang Dessecker, deutscher Leichtathlet
- 1911: Klara Dan von Neumann, ungarisch-amerikanische Informatikerin
- 1912: Kurt Meisel, österreichischer Schauspieler und Regisseur
- 1912: Elsa Morante, italienische Schriftstellerin
- 1912: Otto Ernst Remer, deutscher Offizier, Politiker und Publizist, verurteilter Holocaustleugner
- 1913: Gaetano Kanizsa, italienischer Psychologe
- 1913: Otto van Volxem, deutscher Weingutsbesitzer und Politiker
- 1914: Andrea Leeds, US-amerikanische Schauspielerin
- 1914: Manuel Sánchez Acosta, dominikanischer Arzt und Komponist
- 1915: Joseph Arthur Ankrah, ghanaischer Politiker, Staatschef
- 1916: Margareta Erichsen, deutsche Malerin und Illustratorin
- 1916: Moura Lympany, britische Pianistin

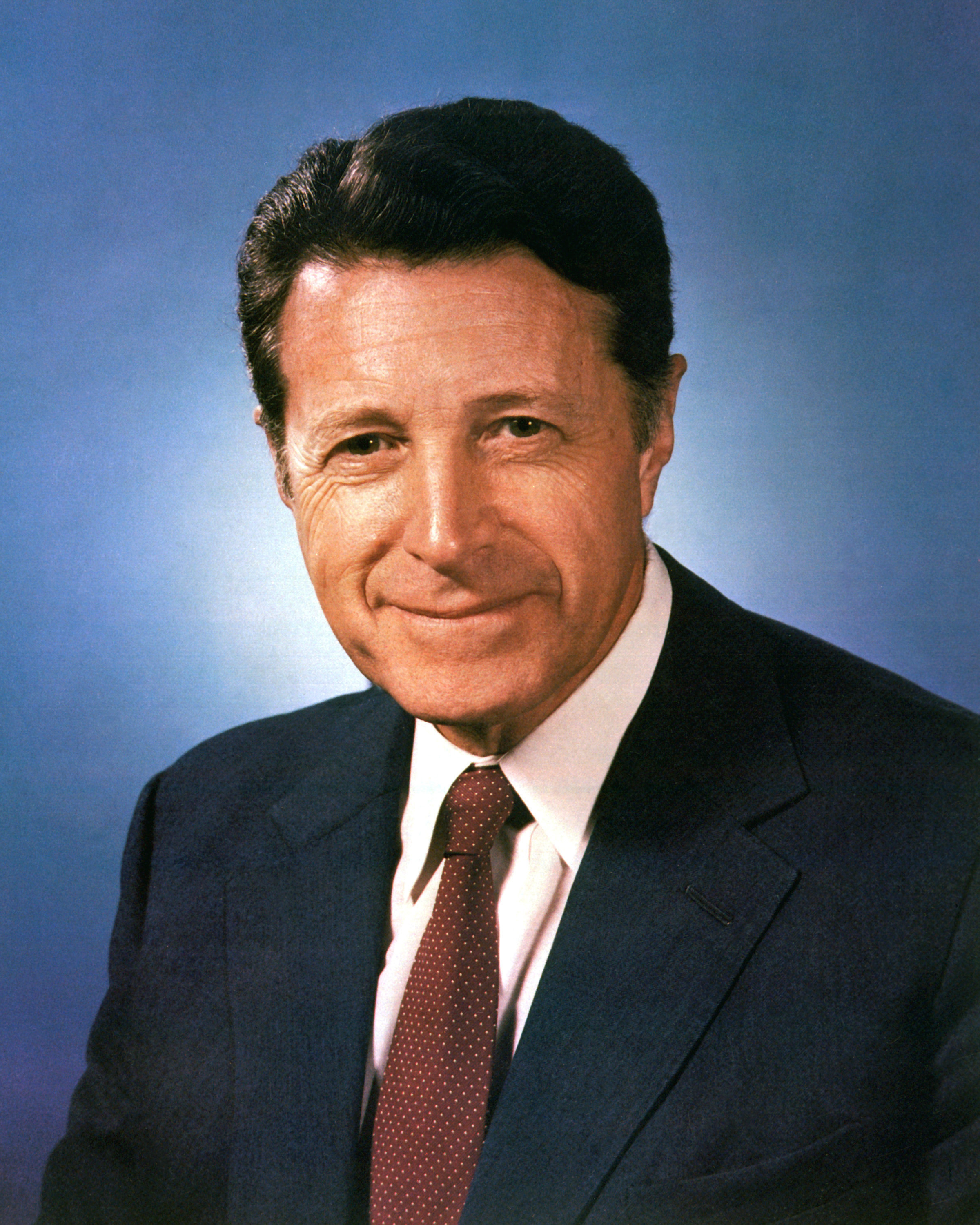
Caspar Weinberger (* 1917)

- 1917: Caspar Weinberger, US-amerikanischer Politiker, Verteidigungsminister
- 1917: Walter Linsenmaier, Schweizer Kunstmaler und Entomologe
- 1918: Alexander Nikolajewitsch Schelepin, sowjetischer Politiker
- 1918: Shankar Dayal Sharma, indischer Staatspräsident
- 1919: Walter Hickel, US-amerikanischer Politiker
- 1919: Hans Winkler, deutscher Maler
- 1920ː Marcella Pattyn, belgische Ordensfrau und letzte Begine
- 1920: Juan Soriano, mexikanischer Maler, Zeichner und Bildhauer
- 1920: Shelley Winters, US-amerikanische Schauspielerin
- 1921: Marie Veit, deutsche evangelische Theologin
- 1922: Anton Krättli, Schweizer Literatur- und Theaterkritiker, Journalist und Redakteur
- 1922: Alain Robbe-Grillet, französischer Agraringenieur, Filmemacher und Schriftsteller
- 1922: Fritz Umgelter, deutscher Regisseur
- 1924: Ludwig Engelhardt, deutscher Bildhauer
- 1924ː Margot Schürmann, deutsche Architektin
- 1924: Günther Stoll, deutscher Schauspieler
- 1925: Brian Aldiss, britischer Science-Fiction-Schriftsteller
- 1925: Frank Willett, britischer Kunsthistoriker

#### 1926–1950

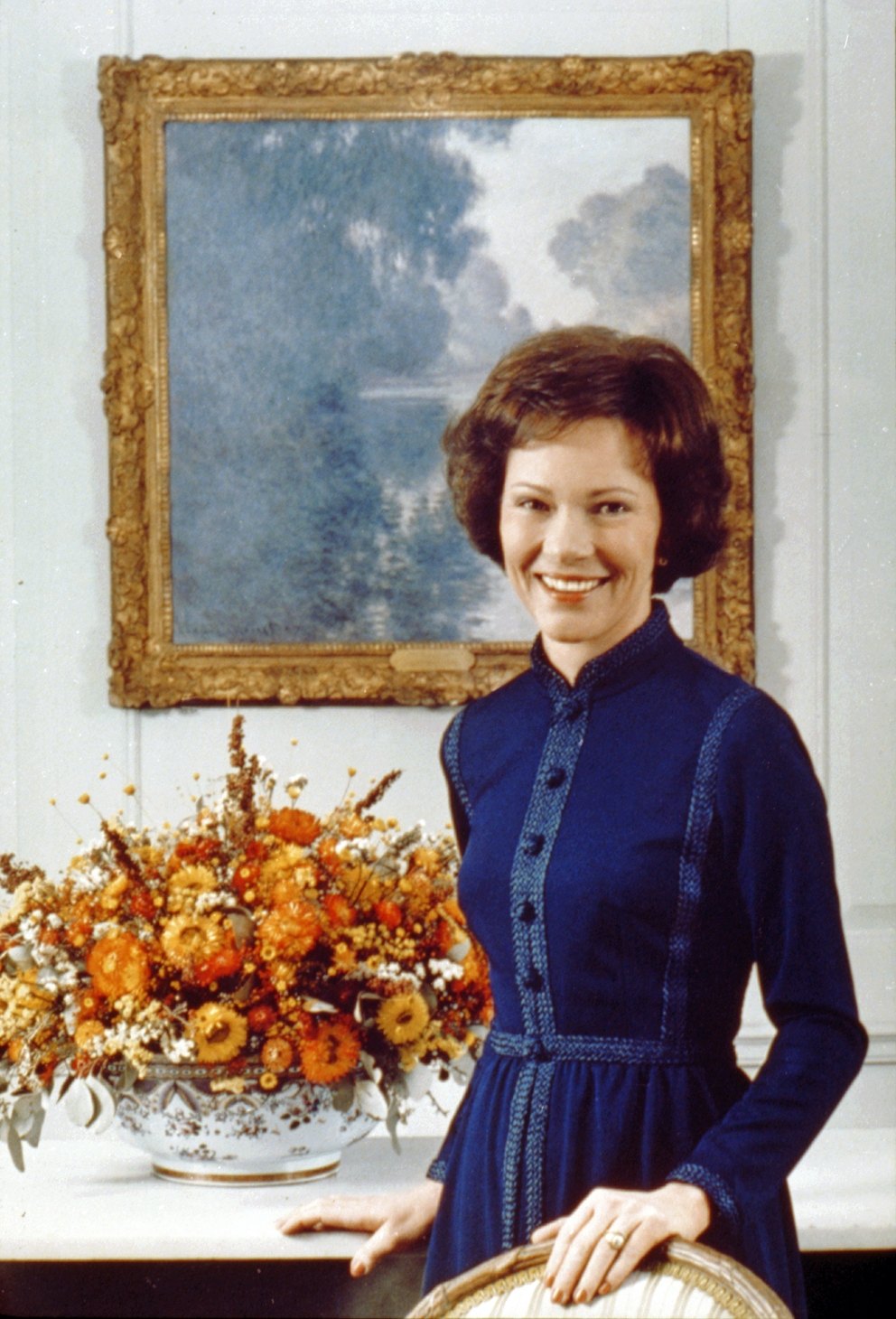
Rosalynn Carter (* 1927)

- 1927: Rosalynn Carter, US-amerikanische Autorin und Aktivistin, First Lady der Vereinigten Staaten
- 1927: John Rhodes, britischer Automobilrennfahrer
- 1928: Luciano De Crescenzo, italienischer Schriftsteller und Ingenieur
- 1928: Barbara Strzelecka, polnische Cembalistin, Musikwissenschaftlerin und Komponistin
- 1929: Hugues Aufray, französischer Chansonsänger
- 1929: Karl-Heinz Pick, deutscher Pianist, Komponist und Hochschullehrer
- 1929: Wolfgang Ullmann, deutscher Theologe, Kirchenhistoriker und Politiker
- 1931: Hans Tietmeyer, deutscher Volkswirt
- 1931: Hans van Mierlo, niederländischer Politiker
- 1932: Bill Bennett, kanadischer Politiker
- 1932: Horst Witzler, deutscher Fußballtrainer

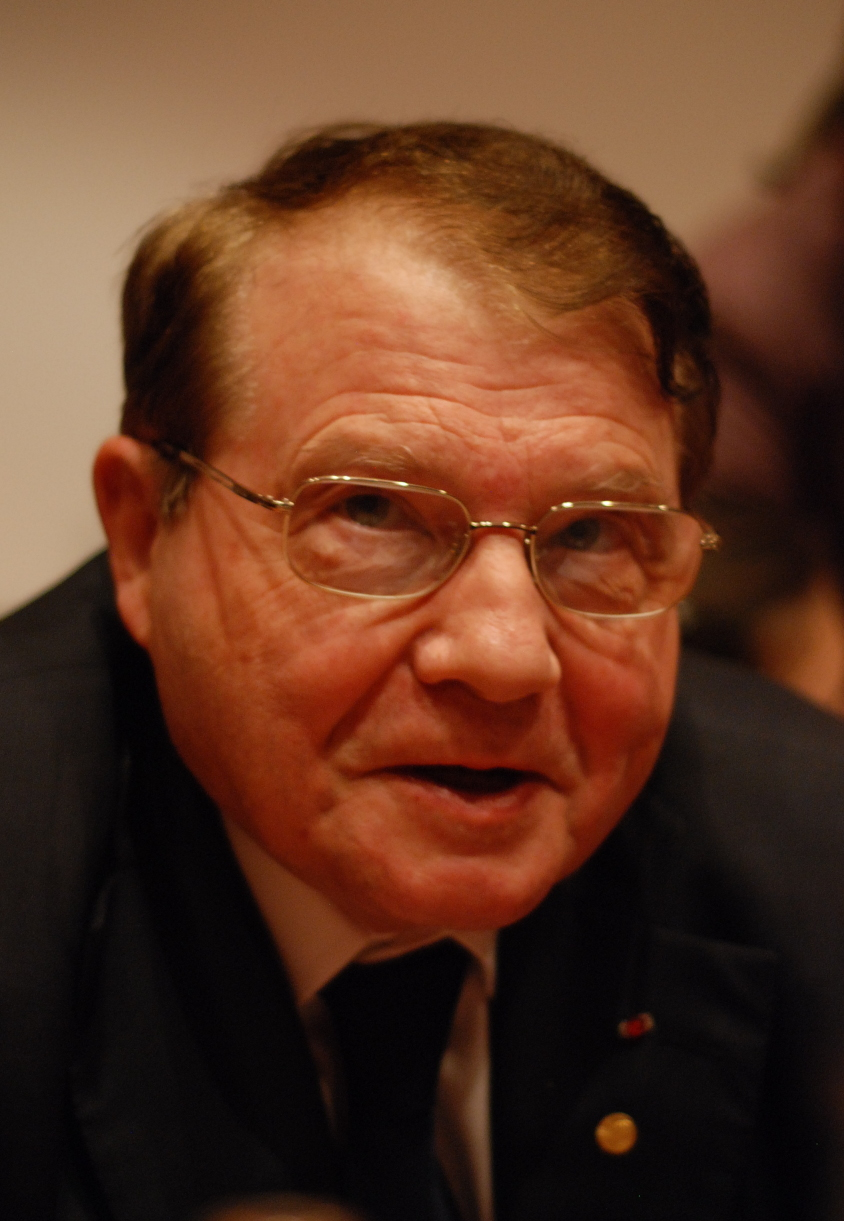
Luc Montagnier (* 1932)

- 1932: Luc Montagnier, französischer Virologe, Nobelpreisträger
- 1933: Waltraud Ahrndt, deutsche Schriftstellerin und Übersetzerin
- 1933: Kurt Diwok, deutscher Mediziner und Hochschullehrer
- 1933: Just Fontaine, französischer Fußballspieler
- 1933: Roman Polański, polnischer Filmregisseur und Schauspieler
- 1933: Manfred Steinbach, deutscher Leichtathlet
- 1934: Michael de Larrabeiti, britischer Schriftsteller
- 1934: Michael May, Schweizer Automobilrennfahrer
- 1935: Rafer Johnson, US-amerikanischer Leichtathlet
- 1935: Anka Muhlstein, französische Historikerin
- 1935: Lajos Papp, ungarischer Komponist und Musikpädagoge

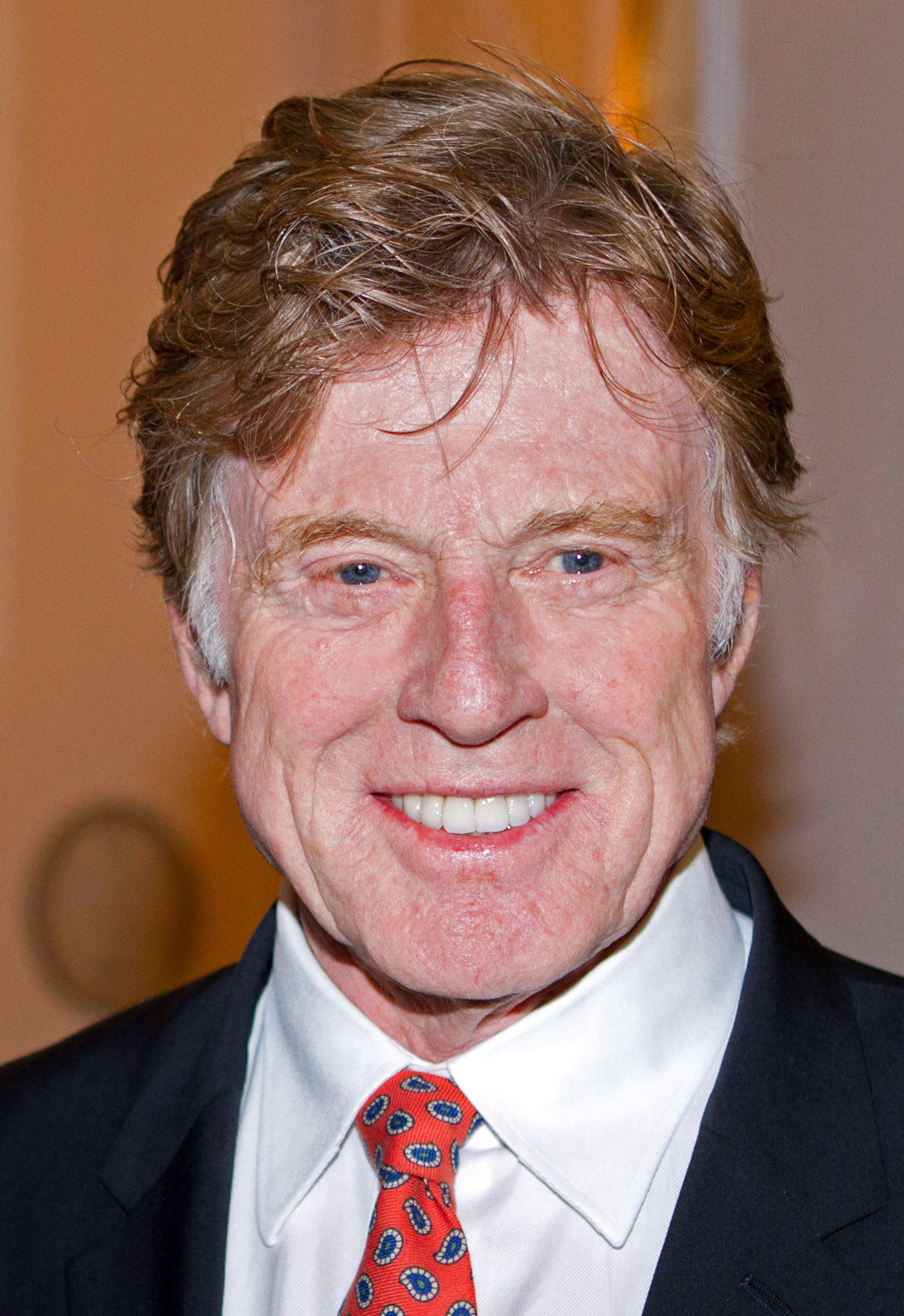
Robert Redford (* 1936)

- 1936: Robert Redford, US-amerikanischer Schauspieler
- 1936: Derek Woodman, britischer Motorradrennfahrer
- 1937: Jean Alingué Bawoyeu, tschadischer Politiker und Diplomat
- 1938: Dieter Engelhardt, deutscher Fußballspieler
- 1938: John Mulhall, britischer Turner
- 1939: Marita Lorenz, Geliebte Fidel Castros
- 1939: Johnny Preston, US-amerikanischer Sänger
- 1940: Dmitri Georgijewitsch Kitajenko, russischer Dirigent
- 1940: Francis Ayume, ugandischer Jurist und Politiker
- 1940ː Sigrid Metz-Göckel, deutsche Sozialwissenschaftlerin
- 1941: Mohamed Ghannouchi, tunesischer Wirtschaftswissenschaftler und Politiker, Premierminister
- 1941: Helmut Kajzar, polnischer Regisseur
- 1942: Lauro António, portugiesischer Regisseur
- 1942: Sabine Sinjen, deutsche Schauspielerin
- 1942: Sten Elfström schwedischer Schauspieler
- 1943: Edwin Hawkins, US-amerikanischer Gospel-Musiker

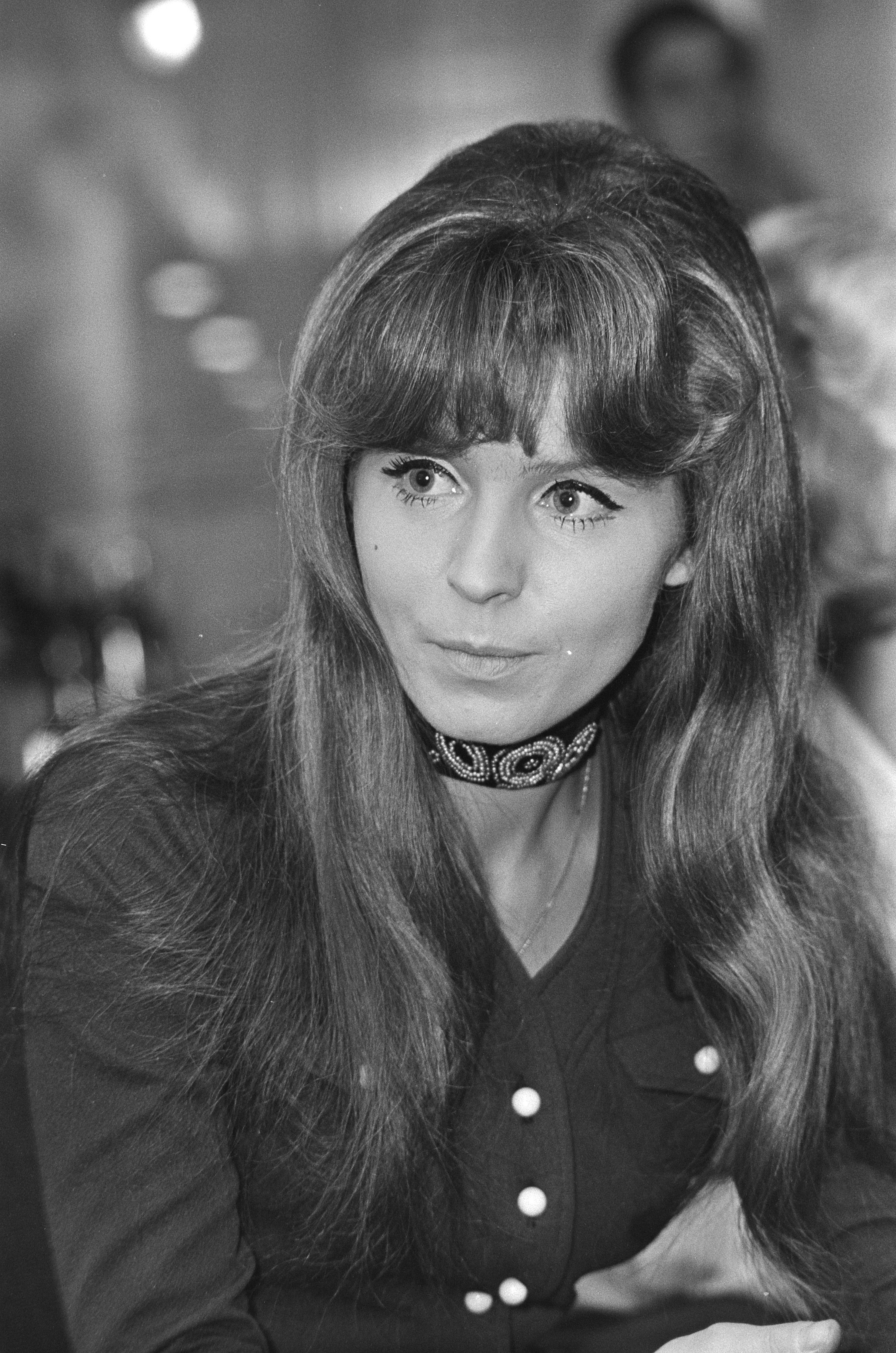
Manuela (* 1943)

- 1943: Manuela, deutsche Schlagersängerin
- 1943: Ernesto Soto, venezolanischer Automobilrennfahrer
- 1943: Gianni Rivera, italienischer Fußballspieler
- 1943: Roberto Rosato, italienischer Fußballspieler
- 1944: Hans-Günter Hänsel, deutscher Fußballfunktionär
- 1944: Kurt Hutterli, Schweizer Autor und Lyriker
- 1944: Claudia Keller, deutsche Schriftstellerin
- 1944: Volker Lechtenbrink, deutscher Schauspieler und Schlagersänger
- 1944: Rotraud A. Perner, österreichische Juristin, Psychotherapeutin und Publizistin
- 1944ː Helena Rojo, mexikanische Schauspielerin
- 1944: Bodo Wolf, deutscher Schauspieler
- 1946: Franz-Joseph Peine, deutscher Rechtswissenschaftler

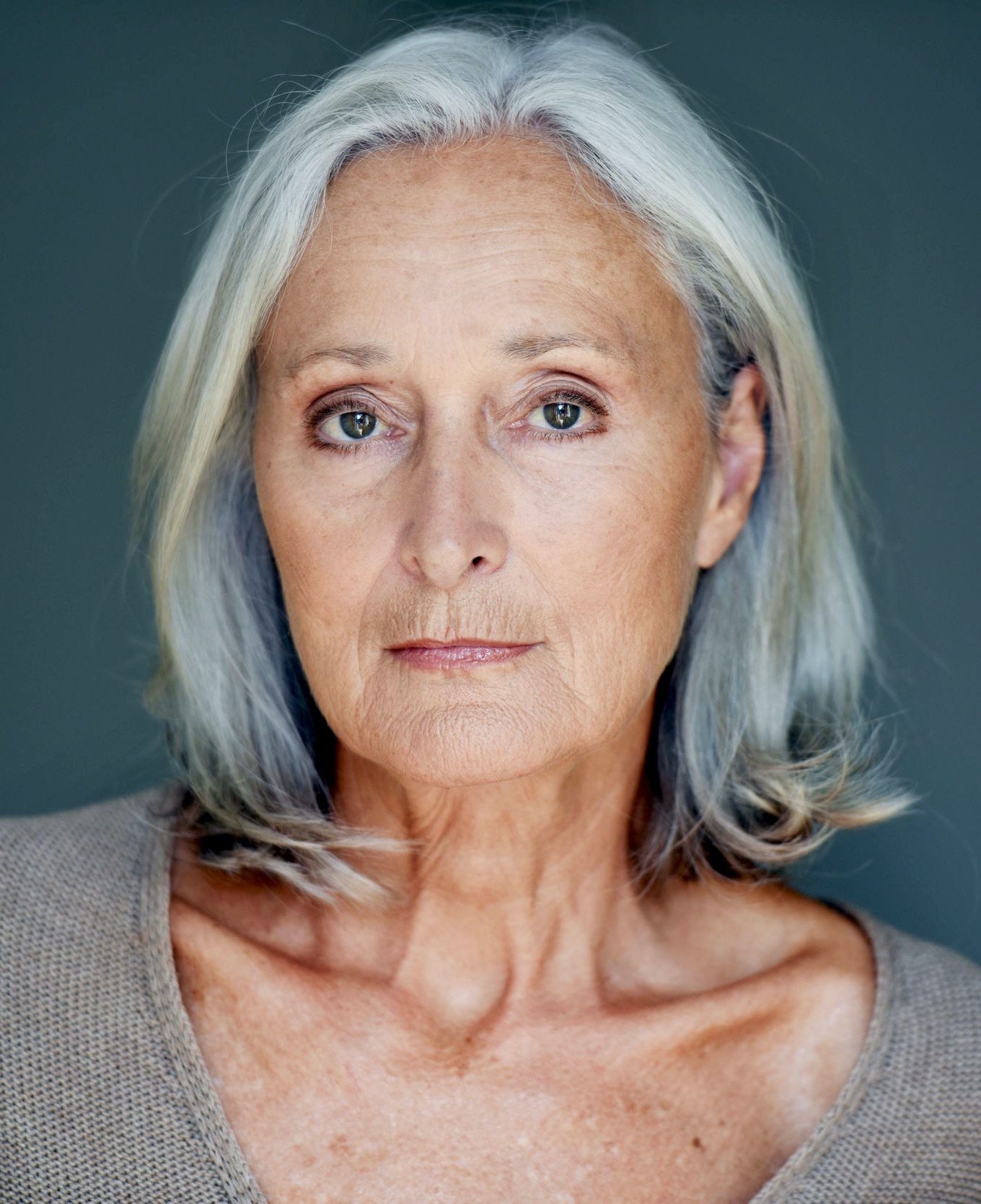
Eleonore Weisgerber (* 1947)

- 1947: Eleonore Weisgerber, deutsche Schauspielerin
- 1947: Paul Yule, Archäologe
- 1948: Carsten Bohn, deutscher Musiker
- 1948: Heiner Pudelko, deutscher Rocksänger
- 1950: Jerry Martin, US-amerikanischer Skispringer
- 1950: Wjatscheslaw Semenow, sowjetischer Fußballspieler
- 1950: Ingo Stawitz, deutscher Politiker

#### 1951–1975
- 1951: Aslan Ahmad oglu Aslanov, aserbaidschanischer Journalist
- 1951: Choa Kok Sui, philippinischer Esoteriker, Begründer der Prana-Heilung
- 1952: Markus Meckel, deutscher Politiker

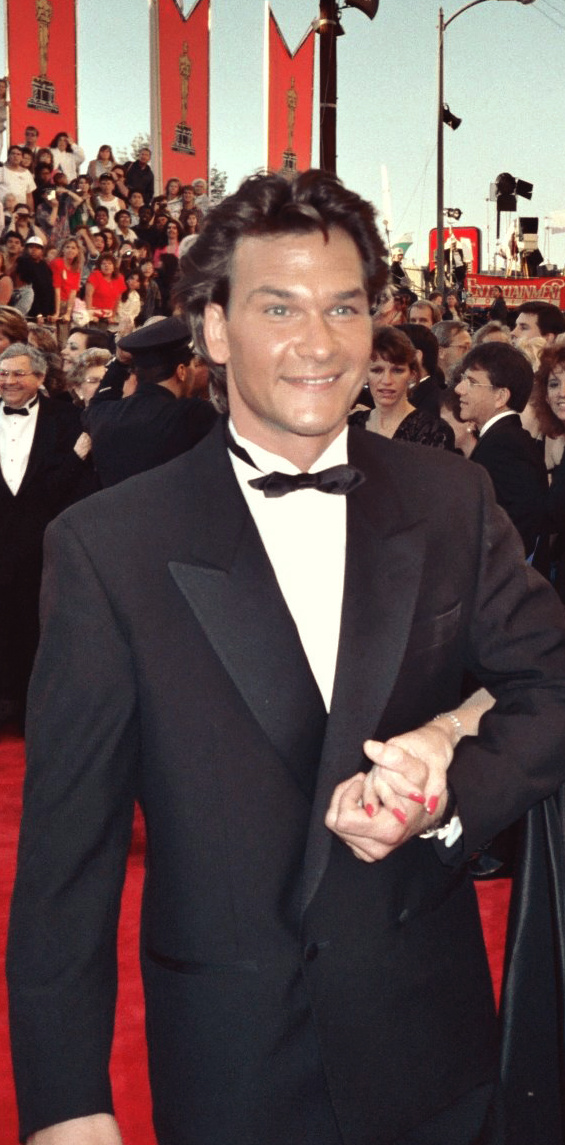
Patrick Swayze (* 1952)

- 1952: Patrick Swayze, US-amerikanischer Schauspieler und Sänger
- 1953: David Benoit, US-amerikanischer Jazzpianist
- 1953: Sergio Castellitto, italienischer Schauspieler und Filmregisseur
- 1954: Hilmar Eichhorn, deutscher Schauspieler
- 1954: Umberto Guidoni, italienischer Astronaut
- 1955: Karl Del’Haye, deutscher Fußballspieler
- 1955: Reto Francioni, Schweizer Manager
- 1955: Gerard Nijboer, niederländischer Marathonläufer
- 1956: Kenneth Brown, kanadischer Eishockeyspieler
- 1956: Martin Gorholt, deutscher Politiker
- 1956: Rainer Maria Woelki, Erzbischof von Köln
- 1956: Heike Jonca, deutsche Schauspielerin
- 1956: Andy Pilgrim, britischer Automobilrennfahrer

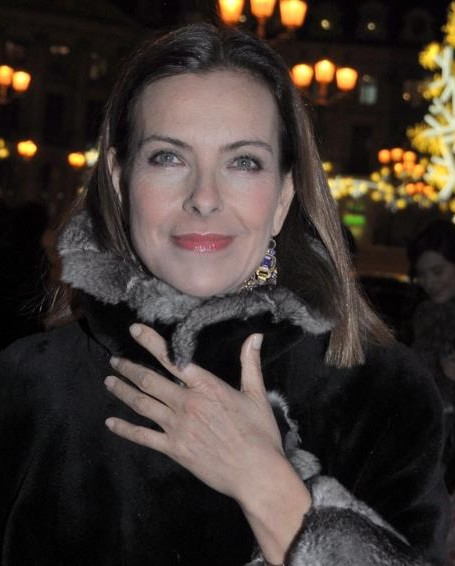
Carole Bouquet (* 1957)

- 1957: Carole Bouquet, französische Schauspielerin
- 1957: Tan Dun, chinesischer Komponist und Dirigent
- 1957: Denis Leary, US-amerikanischer Schauspieler
- 1957: Harald Schmidt, deutscher Schauspieler, Kabarettist und Moderator
- 1957: Burkhard Sude, deutscher Volleyballspieler
- 1958: Didier Auriol, französischer Rallyefahrer
- 1958: Niki Rüttimann, Schweizer Radrennfahrer
- 1958: Joachim Scholtyseck, deutscher Historiker und Hochschullehrer

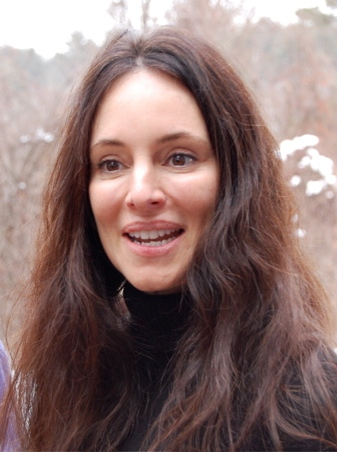
Madeleine Stowe (* 1958)

- 1958: Madeleine Stowe, US-amerikanische Schauspielerin
- 1959: Jillian F. Banfield, australische Mikrobiologin und Geologin
- 1959: Walter Filz, deutscher Autor und Journalist
- 1960: Andreas Pinkwart, deutscher Politiker, MdB
- 1960: Ulrich Woelk, deutscher Schriftsteller
- 1961: Timothy Geithner, US-amerikanischer Ökonom und Politiker
- 1961: Birol Ünel, deutsch-türkischer Schauspieler
- 1961: Johann Passler, italienischer Biathlet

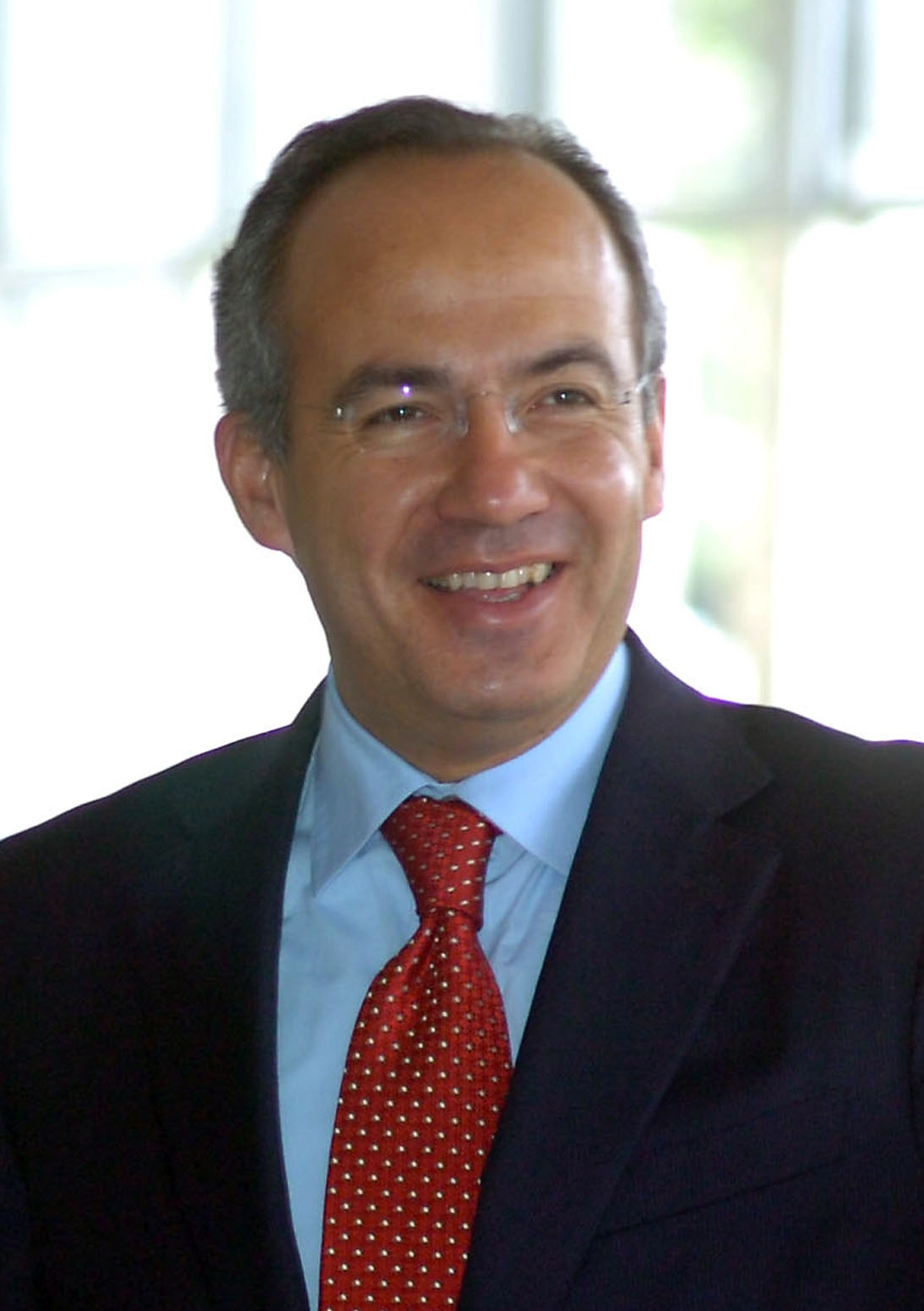
Felipe Calderón (* 1962)

- 1962: Felipe Calderón, mexikanischer Politiker
- 1962: Olf Engelmann, deutscher Eishockeyspieler
- 1962: Sandra Farmer-Patrick, US-amerikanische Leichtathletin, Olympiamedaillengewinnerin
- 1962: Norman Hacker, österreichischer Schauspieler
- 1963: Heino Ferch, deutscher Schauspieler
- 1963: Han Yaqin, chinesische Ruderin
- 1963: Hadmar von Wieser, österreichischer Autor und Spieleautor
- 1964: Hesamodin Ashna, iranischer Politiker
- 1964: Markus Beile, deutscher Pfarrer, Theologe und Buchautor
- 1964: Catherine Bernstein, französische Dokumentarfilmerin
- 1964: Craig Bierko, US-amerikanischer Schauspieler
- 1964: Ignacio Birkner, argentinischer Skirennläufer
- 1964: Jorge Raúl Birkner Cogan, argentinischer Skirennläufer
- 1964: Paul Boocock, US-amerikanischer Theater- und Filmschauspieler, Synchronsprecher, Komiker und Autor
- 1964: Brian Daccord, kanadischer Eishockeytorwart und -trainer
- 1964: Andi Deris, deutscher Sänger und Komponist
- 1964: Manfred Dimter, österreichischer Boxer und Boxtrainer
- 1964: Irena Dousková, tschechische Schriftstellerin
- 1964: Richard Hay, britischer Automobilrennfahrer
- 1964: Shawn Hendricks, US-amerikanischer Automobilrennfahrer
- 1964: Věra Jourová, tschechische Politikerin
- 1964: Christoph Klein, deutscher Hämatologe und Onkologe
- 1964: Mikko Kolehmainen, finnischer Kanute
- 1964: Dietrich Kops, österreichischer Politiker
- 1964: Ivo Sachs, Schweizer Physiker und Hochschullehrer
- 1964: Stanislau Sas, belarussischer Generalleutnant
- 1964: Morten Søborg, dänischer Kameramann
- 1964: Eduard Son, sowjetisch-kasachischer Fußballspieler
- 1964: Erik Wemple, US-amerikanischer Journalist und Medienkritiker
- 1965: Markus Knüfken, deutscher Schauspieler
- 1966: Kang Soo-yeon, koreanische Schauspielerin
- 1966: Lars Rudolph, deutscher Schauspieler und Komponist
- 1966: Sarita Choudhury, britische Schauspielerin
- 1966: Bernd Häusler, deutscher Kommunalpolitiker und Bürgermeister
- 1967: Uwe Alzen, deutscher Automobilrennfahrer

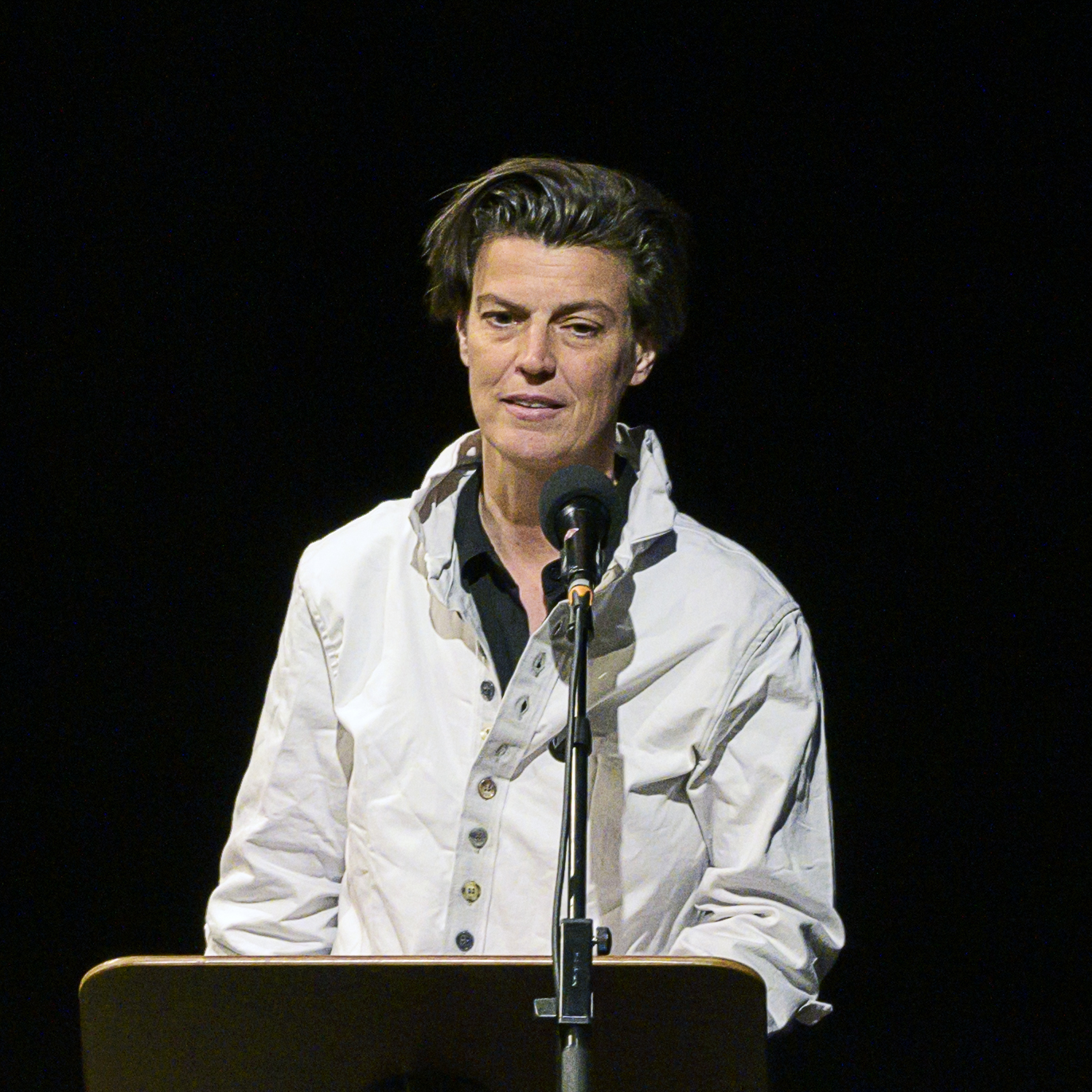
Carolin Emcke (* 1967)

- 1967: Carolin Emcke, deutsche Publizistin
- 1968: Guido May, deutscher Schlagzeuger
- 1968: Katrin Fröhlich, deutsche Schauspielerin, Synchronsprecherin, Dialogbuchautorin und Synchronregisseurin
- 1969: Christian Slater, US-amerikanischer Schauspieler

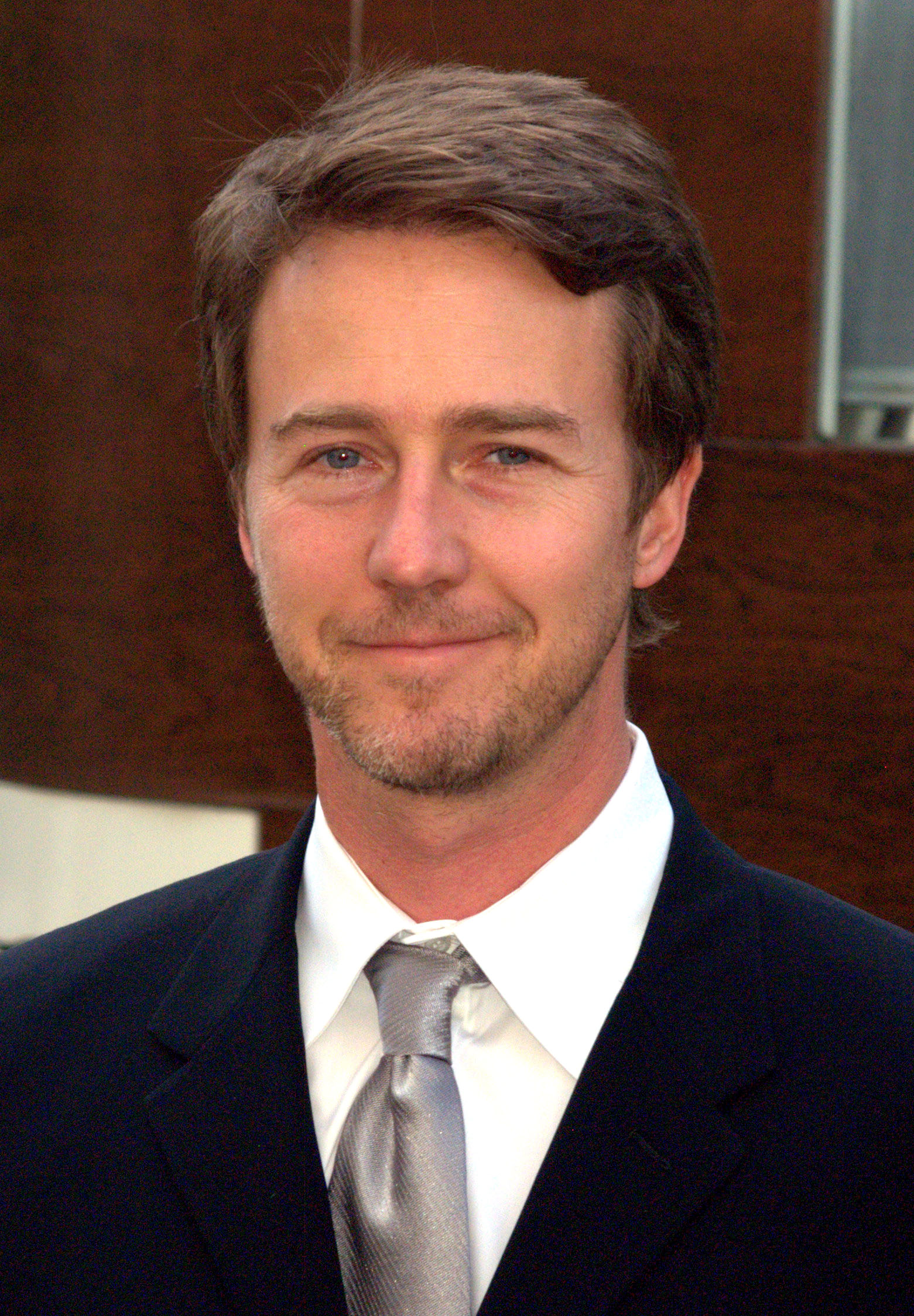
Edward Norton (* 1969)

- 1969: Edward Norton, US-amerikanischer Schauspieler und Regisseur
- 1969: Everlast, US-amerikanischer Rapper
- 1969: Lars Leese, deutscher Fußballspieler und -trainer
- 1970: Arne Raue, deutscher Politiker
- 1970: Cédric Vasseur, französischer Radrennfahrer
- 1970: Malcolm-Jamal Warner, US-amerikanischer Schauspieler
- 1971: Patrik Andersson, schwedischer Fußballspieler
- 1971: Hanna Antoniussen, färöische Fußballspielerin
- 1971: Aphex Twin, britischer Musiker und DJ
- 1971: Kai Ivo Baulitz, deutscher Schauspieler und Autor
- 1971: Marc Degens, deutscher Schriftsteller
- 1971: Raoul Gehringer, österreichischer Komponist und Chorleiter

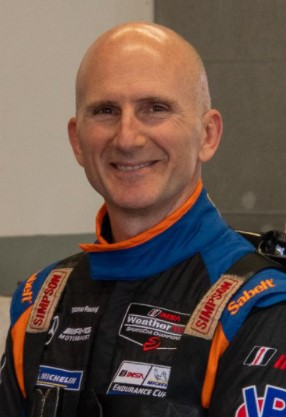
Ben Keating (* 1971)

- 1971: Ben Keating, US-amerikanischer Unternehmer und Automobilrennfahrer
- 1972: Gudrun Pflüger, österreichische Biologin, Ski-, Berg- und Crossläuferin
- 1972: Saskia Stähler, deutsche Eiskunstläuferin
- 1972: Sven Teutenberg, deutscher Radrennfahrer
- 1973: Oliver Bokern, deutscher Schauspieler
- 1973: Wolodymyr Wirtschis, ukrainischer Boxer
- 1974: Andrej Klimovets, belarussisch-deutscher Handballspieler und deutscher Handballtrainer
- 1974: Nicole Krauss, US-amerikanische Schriftstellerin
- 1974: Alexander Morlang, deutscher Systemadministrator und Politiker
- 1974: Marcus Niehaves, deutscher Fernsehmoderator und Reporter
- 1974: Jong Song-ok, nordkoreanische Leichtathletin
- 1975: Stephanie Gossger, deutsche Film- und Theaterschauspielerin
- 1975: Natalija Wiktorowna Rasumowskaja, russische Freestyle-Skierin

#### 1976–2000
- 1976: Michael Greis, deutscher Biathlet
- 1976: Michaela Moua, finnische Basketballspielerin und Antirassismusbeauftragte

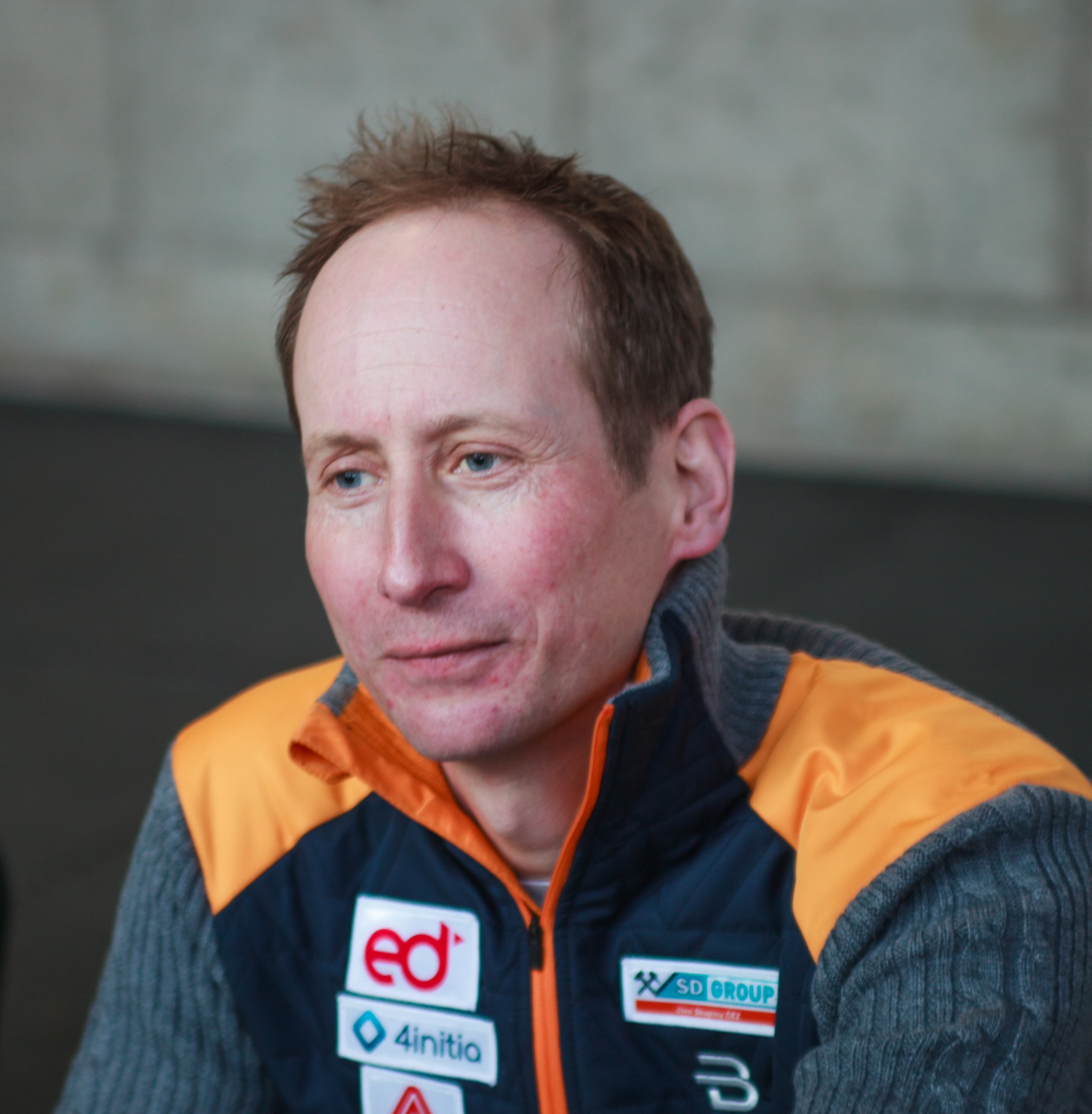
Lukáš Bauer (* 1977)

- 1977: Lukáš Bauer, tschechischer Skilangläufer
- 1977: Lars Andreas Østvik, norwegischer Nordischer Kombinierer
- 1977: Mizuo Peck, US-amerikanische Schauspielerin
- 1978: Daniel Hartwich, deutscher Fernsehmoderator
- 1978: Flogging Molly, US-amerikanischer Musiker
- 1978: Sofiène Melliti, tunesischer Fußballspieler
- 1979: Christine Amertil, bahamaische Sprinterin
- 1979: Julian Manuel, deutscher Schauspieler und Synchronsprecher
- 1980: Emir Spahić, bosnisch-herzegowinischer Fußballspieler
- 1980: Esteban Cambiasso, argentinischer Fußballspieler
- 1980: Yannick Bertrand, französischer Skirennläufer
- 1981: Jan Frodeno, deutscher Triathlet
- 1981: Memo Rojas, mexikanischer Automobilrennfahrer
- 1981: Dimitrios Salpingidis, griechischer Fußballspieler
- 1981: Nils Seethaler, deutscher Kulturanthropologe
- 1982: Florian Kringe, deutscher Fußballspieler
- 1982: Monroe, deutscher Musikproduzent, Autor und Verleger
- 1982: Julian Sensley, US-amerikanisch-deutscher Basketballspieler
- 1983: Georgina Bardach, argentinische Schwimmerin
- 1983: Johannes Franke, deutscher Schauspieler

- 1983: Mika, britischer Popmusiker

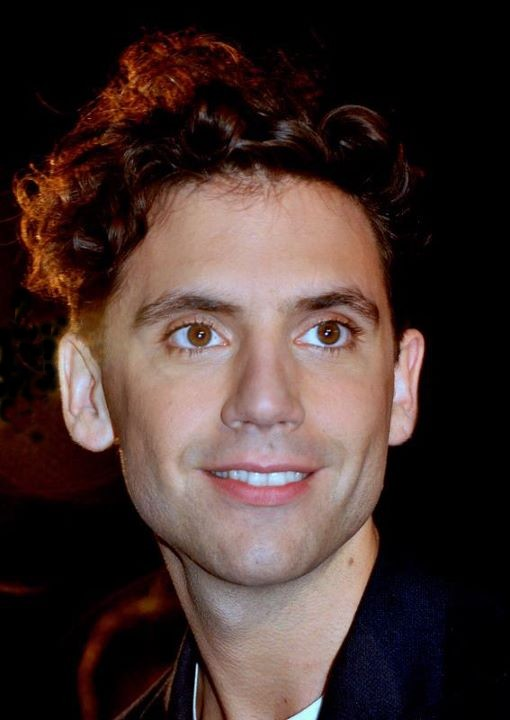
Mika (* 1983)

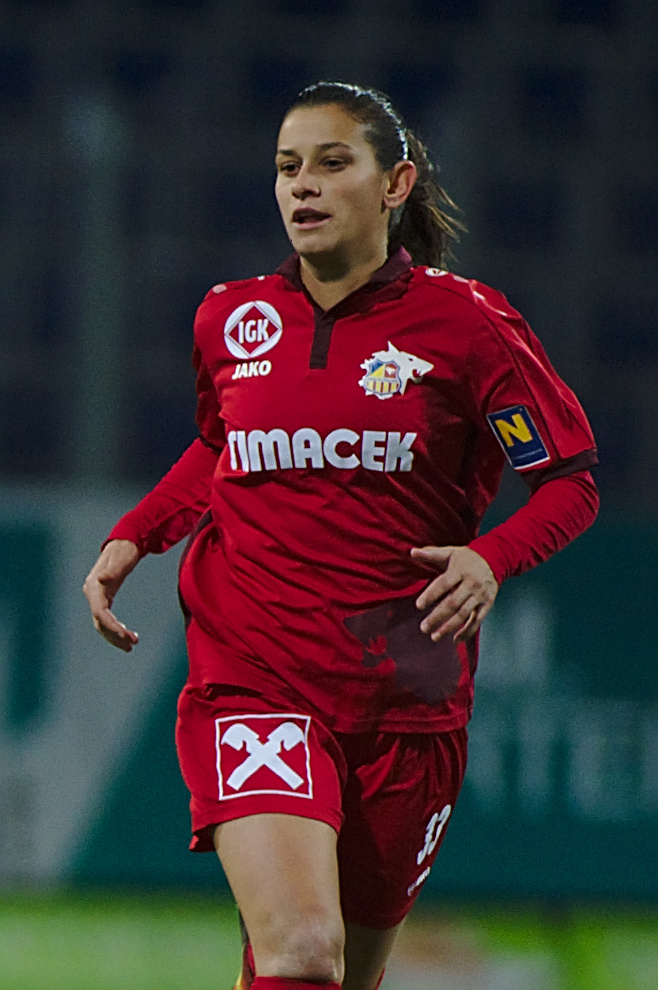
Rafinha (* 1988)

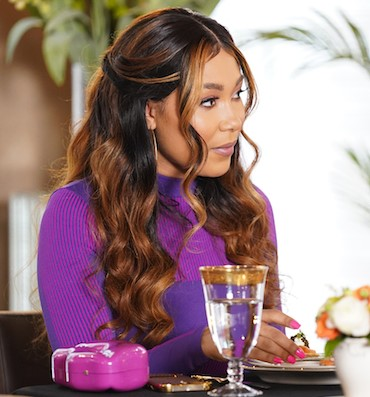
Parker McKenna Posey (* 1995)

- 1983: Kris Boyd, schottischer Fußballspieler
- 1984: Dušan Basta, serbischer Fußballspieler
- 1984: Robert Huth, deutscher Fußballspieler
- 1985: Barbara Abart, italienische Naturbahnrodlerin
- 1985: Inge Dekker, niederländische Schwimmerin
- 1985: Bryan Ruiz, costa-ricanischer Fußballspieler
- 1986: Patrick Amoah, schwedischer Fußballspieler
- 1986: Tim Kneule, deutscher Handballspieler
- 1986: Lara-Isabelle Rentinck, deutsche Schauspielerin
- 1987: Mika Boorem, US-amerikanische Schauspielerin
- 1987: Toby Price, australischer Motorradrennfahrer
- 1987: Joanna Jędrzejczyk, polnische Kampfsportlerin
- 1988: G-Dragon, südkoreanischer Popmusiker, Songwriter, Produzent und Model
- 1988: Rafinha, brasilianische Fußballspielerin
- 1989: Wilfried Cailleau, französischer Nordischer Kombinierer
- 1990: Markus Kolke, deutscher Fußballspieler
- 1993: Gökhan Açıkgöz, türkischer Fußballspieler
- 1993: Luca Dürholtz, deutscher Fußballspieler
- 1994: Krists Neilands, lettischer Radrennfahrer
- 1994: Madelaine Petsch, US-amerikanische Schauspielerin
- 1995: Parker McKenna Posey, US-amerikanische Schauspielerin
- 1995: Paul Ziegner, deutscher Schauspieler
- 1997: Maximilian Pommer, deutscher Fußballspieler
- 1997: Renato Sanches, portugiesischer Fußballspieler
- 1998: Clairo, US-amerikanische Singer-Songwriterin
- 1998: Yannis Letard, französischer Fußballspieler
- 1999: Eve Bouvard, französisch-belgische Biathletin
- 1999: Charlie Fagg, britischer Automobilrennfahrer
- 1999: Chad Muma, US-amerikanischer American-Football-Spieler

### 21. Jahrhundert
- 2001: Alexander Steen Olsen, norwegischer Skirennläufer
- 2002: Luna Kuse, deutsche Schauspielerin
- 2004: Fabian Suchodolski, polnischer Biathlet
- 2005: Marlon Heidel, deutscher Schauspieler
- 2006: Summer McIntosh, kanadische Schwimmerin

## Gestorben

### Vor dem 17. Jahrhundert
- 0353: Decentius, römischer Usurpator
- 0472: Ricimer, germanischer Patricius von Rom
- 0849: Walahfrid Strabo, Lyriker und Theologe
- 0946: Iwan Rilski, bulgarischer Einsiedler und Gründer des Rila-Klosters
- 1095: Olaf I., König von Dänemark
- 1164: Ortlieb von Frohburg, Bischof von Basel
- 1189: Otto VII., Pfalzgraf von Bayern

Dschinghis Khan († 1227)

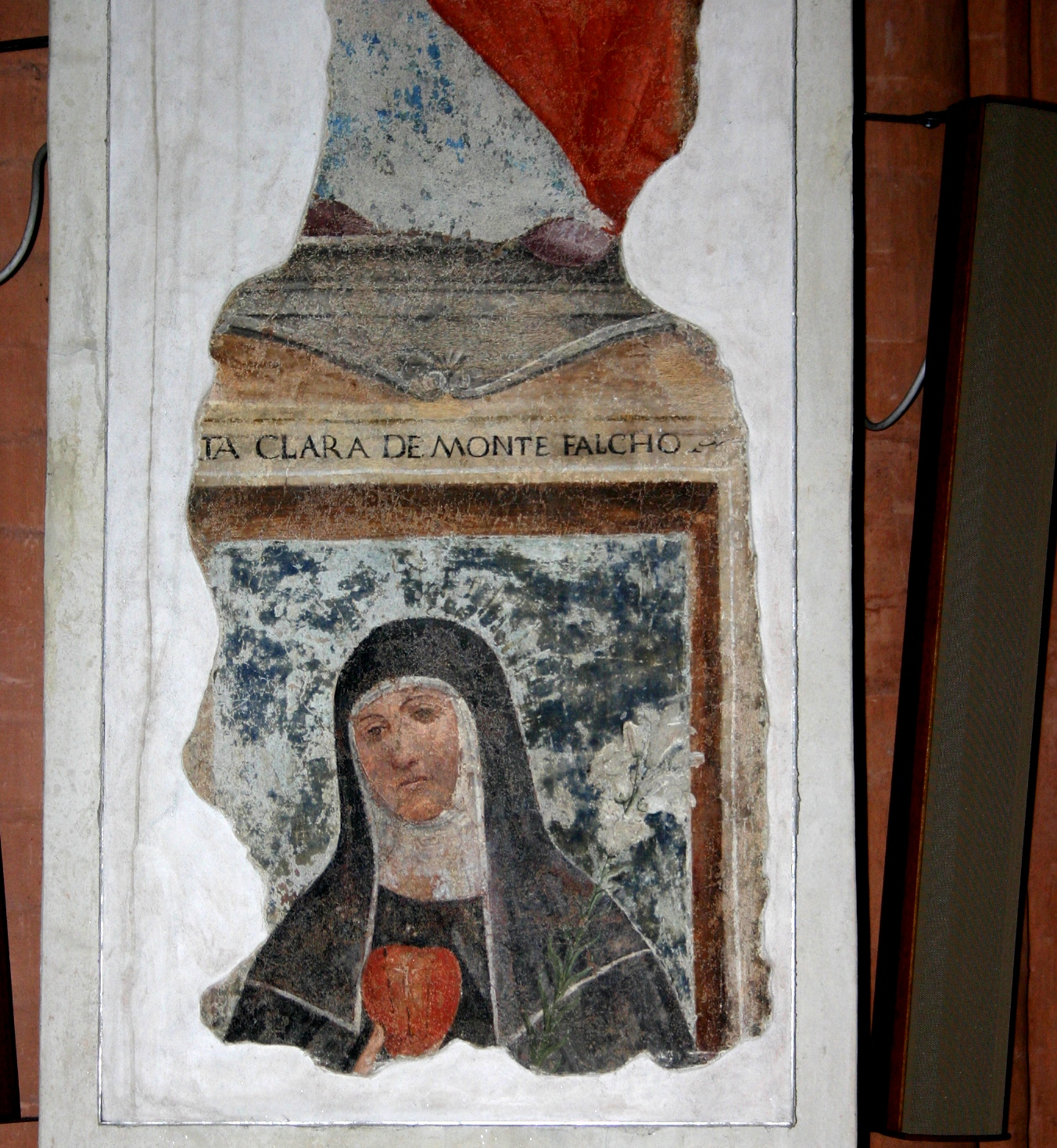
Clara von Montefalco († 1308)

- 1227: Dschingis Khan, hochmittelalterlicher Khan der Mongolen
- 1236: Theodorus von Celles, Gründer und erster Generalprior des Ordens vom Heiligen Kreuz
- 1258: Theodor II. Laskaris, byzantinischer Kaiser im Exil in Nicäa
- 1267: Håkon, norwegischer Geistlicher, Bischof von Oslo, Erzbischof von Nidaros
- 1276: Hadrian V., Papst
- 1304: Wilhelm von Chalon-Auxerre, Graf von Auxerre
- 1304: Wilhelm der Jüngere, niederländischer Adliger und Feldherr
- 1306: Hartung von Lampoting, Domherr von Salzburg, Dompropst von Gurk und Propst des Klosterstifts Berchtesgaden
- 1308: Klara von Montefalco, katholische Heilige und Äbtissin
- 1320: Adelheid von Braunschweig-Grubenhagen, Herzogin von Kärnten und Titular-Königin von Böhmen
- 1321: Rinaldo da Concorezzo, Erzbischof von Ravenna
- 1340: Matteo Orsini, Kardinal der katholischen Kirche
- 1357: Ludwig II., Bischof von Münster
- 1458: Wilhelm IV. von Angelach-Angelach, deutscher Reichsritter
- 1475: Gerhard, Graf von Ravensberg, Herzog von Jülich und Berg
- 1500: Alfonso von Aragon, Herzog von Bisceglie und Prinz von Salerno
- 1502: Knut Alvsson, norwegischer Großgrundbesitzer
- 1503: Alexander VI., Papst
- 1503: Conrad Türst, Schweizer Wissenschaftler
- 1504: Clemente Grosso della Rovere, italienischer Kardinal
- 1526: Heinrich VII. von Rosenberg, böhmischer Adeliger
- 1541: Heinrich der Fromme, Herzog von Sachsen
- 1545: Kaspar Megander, Schweizer Theologe und Reformator
- 1557: Claude de la Sengle, 48. Großmeister des Malteserordens
- 1559: Paul IV., Papst
- 1563: Étienne de La Boétie, französischer Rechtsanwalt und Schriftsteller
- 1591: Bernardino Campi, italienischer Maler und Zeichner
- 1593: Ludwig, Herzog von Württemberg
- 1600: Dietrich von Broemse, Lübecker Bürgermeister

### 17./18. Jahrhundert

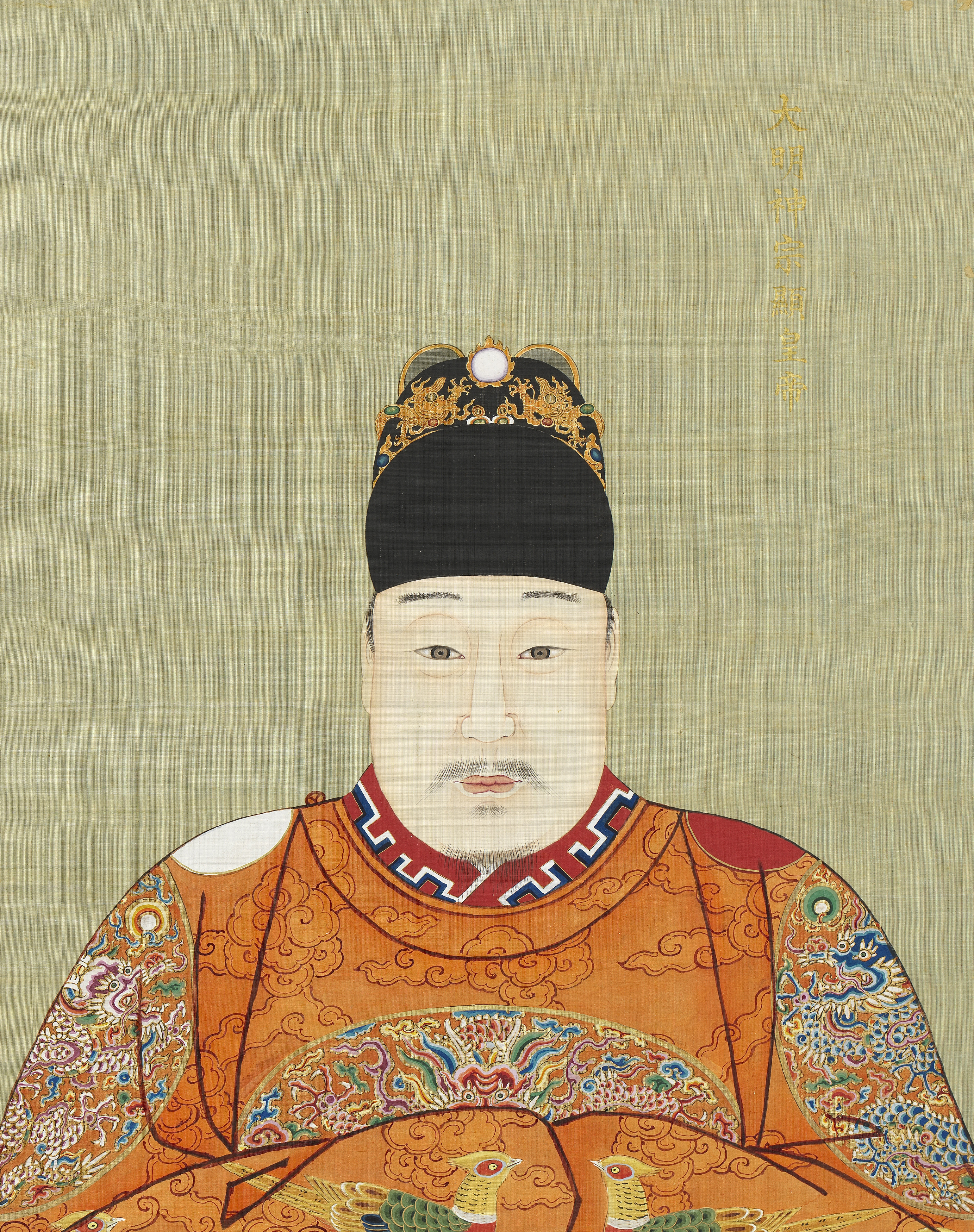
Wanli († 1620)

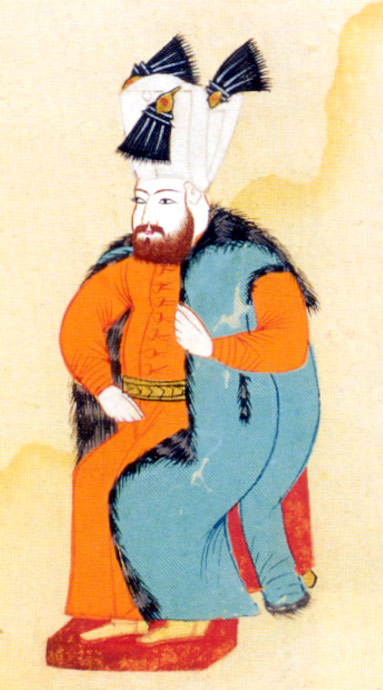
İbrahim († 1648)

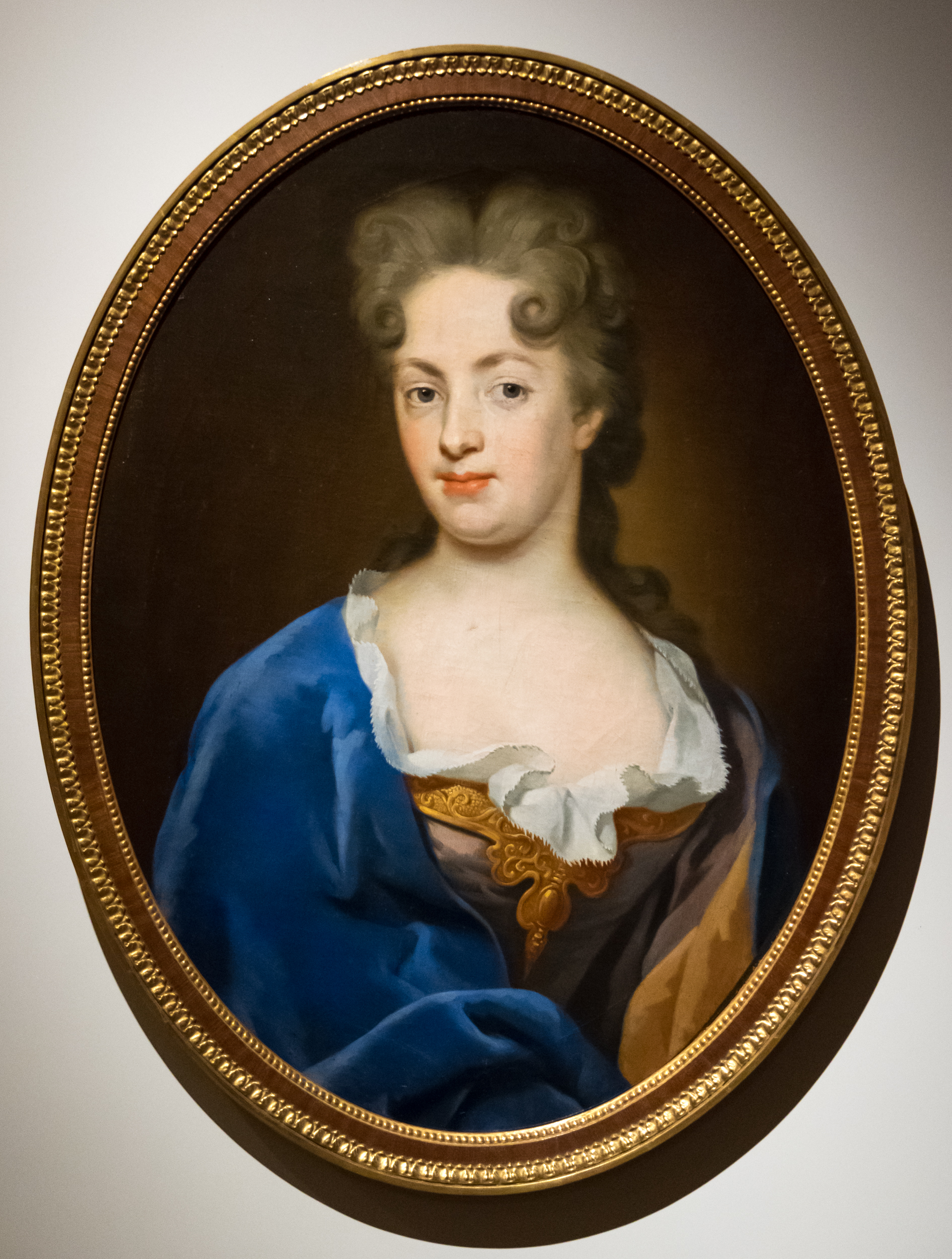
Johanna Sophie zu Hohenlohe-Langenburg († 1743)

- 1603: Andreas Ryff, Schweizer Kaufmann und Staatsmann
- 1613: Giovanni Maria Artusi, italienischer Musiktheoretiker, Komponist und Schriftsteller
- 1615: Louis Métezeau, französischer Architekt
- 1617: Tarquinia Molza, italienische Musikerin und Dichterin
- 1619: Dorothea Meermann, Opfer der Bernauer Hexenverfolgungen
- 1620: Wanli, chinesischer Kaiser (Ming-Dynastie)
- 1631: Hans Bernd von Botzheim, Hofbeamter und Mitglied der Fruchtbringenden Gesellschaft
- 1634: Urbain Grandier, französischer katholischer Priester, wegen Hexerei verbrannt
- 1635: Heinrich Hirtzwig, deutscher Pädagoge und Dramatiker
- 1642: Guido Reni, italienischer Maler und Radierer
- 1648: İbrahim, Sultan des osmanischen Reiches
- 1649: Sebastian Erlacher, österreichischer Bildhauer
- 1652: Florimond de Beaune, französischer Mathematiker
- 1700: Johannes Spengler, Bürgermeister von St. Gallen
- 1707: William Cavendish, 1. Duke of Devonshire, englischer Politiker
- 1713: Ida Hedwig von Brockdorff, deutsche Wohltäterin, Konventualin und Priorin des Klosters Uetersen
- 1719: Heinrich von Cocceji, Professor für Natur- und Völkerrecht an den Universitäten in Heidelberg, Utrecht und Frankfurt/Oder
- 1724: Johann Philipp Franz von Schönborn, Fürstbischof von Würzburg
- 1727: Franz Anton von Landsberg, General und Gouverneur der Stadt Münster
- 1731: Christoph von Steiger, Schultheiss von Bern
- 1743: Johanna Sophie zu Hohenlohe-Langenburg, Gräfin zu Schaumburg-Lippe
- 1756: Erdmann Neumeister, deutscher Liederdichter, Pfarrer
- 1761: François Gaspard Adam, französischer Bildhauer des Rokoko
- 1765: Franz I. Stephan, Herzog von Lothringen und Bar, Großherzog der Toskana, Kaiser des Heiligen Römischen Reiches
- 1777: Johann Christian Polycarp Erxleben, deutscher Naturforscher
- 1792: Johannes Oosterdijk Schacht, niederländischer Mediziner
- 1793: Joachim van Plettenberg, Gouverneur der Kapkolonie
- 1800: Arnulphe d’Aumont, französischer Mediziner
- 1800: Jeongjo, 22. König der Joseon-Dynastie in Korea

### 19. Jahrhundert

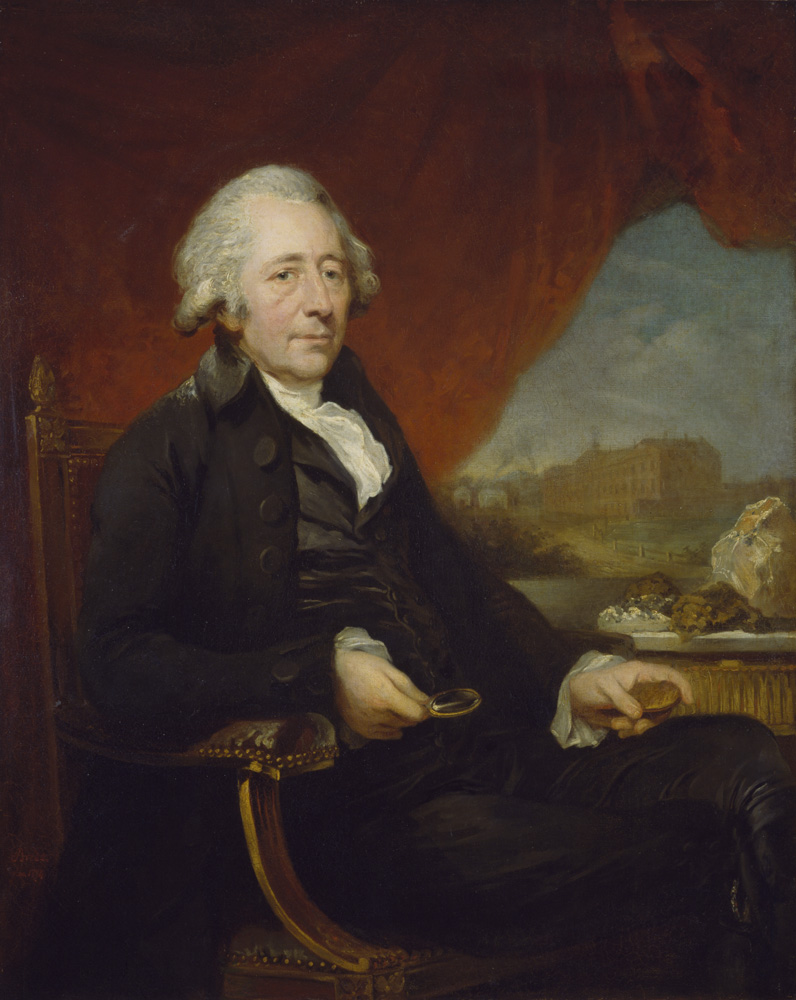
Matthew Boulton († 1809)

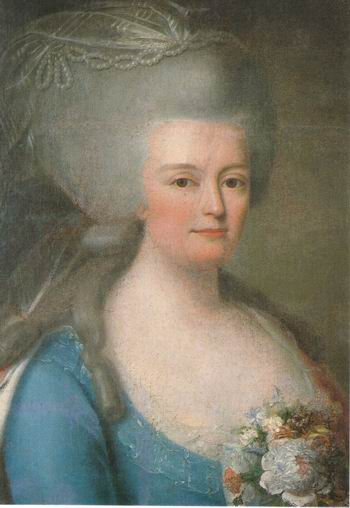
Maria Francisca Benedita von Portugal († 1829)

- 1806: Johann August Arens, deutscher Architekt, Landschaftsgestalter und Maler*
- 1809: Matthew Boulton, englischer Ingenieur und Unternehmer
- 1811: Johann Heinrich Zang, deutscher Barockkomponist
- 1812: Jean-Joseph Rodolphe, elsässischer Hornist, Geiger, Komponist und Musikpädagoge
- 1812: Johann August Weppen, deutscher Beamter und Schriftsteller
- 1816: Hartwig Johann Christoph von Hedemann, deutscher Generalmajor
- 1819: Johann Conrad Sulzer, Schweizer evangelischer Geistlicher
- 1829: Maria Francisca Benedita von Portugal, Infantin von Portugal und Brasilien
- 1841: Jonathan Friedrich Bahnmaier, deutscher Theologe und Kirchenlieddichter
- 1842: João Domingos Bomtempo, portugiesischer Komponist, Pianist, Dirigent und Musikorganisator
- 1842: Louis de Freycinet, französischer Entdecker
- 1845: Georg Karl Wilhelm Philipp von Donop, deutscher Beamter und Historiker

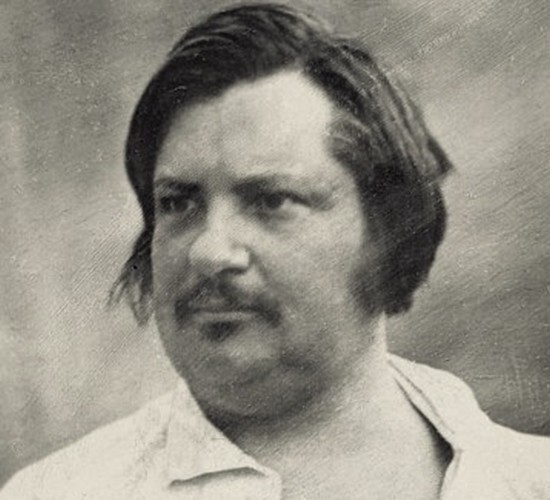
Honoré de Balzac († 1850)

- 1850: Honoré de Balzac, französischer Schriftsteller
- 1861: Jonker Afrikaner, Kaptein der Orlam
- 1865: Alexandros Mavrokordatos, griechischer Politiker
- 1881: Joseph Labitzky, österreichischer Tanzkomponist
- 1883: Roger William Bede Vaughan, britischer Geistlicher
- 1884: Franz Seraphin Hölzl, österreichischer Komponist, Chorleiter und Kirchenmusiker
- 1885: Ludwig Lange, deutscher Altphilologe
- 1889: Georg Mickley, deutscher Orgelbauer
- 1891: Louis Paulsen, Schachspieler
- 1896: Richard Avenarius, deutscher Philosoph, Vertreter des Empiriokritizismus
- 1900: Albert Samain, französischer Lyriker

### 20. Jahrhundert

#### 1901–1950

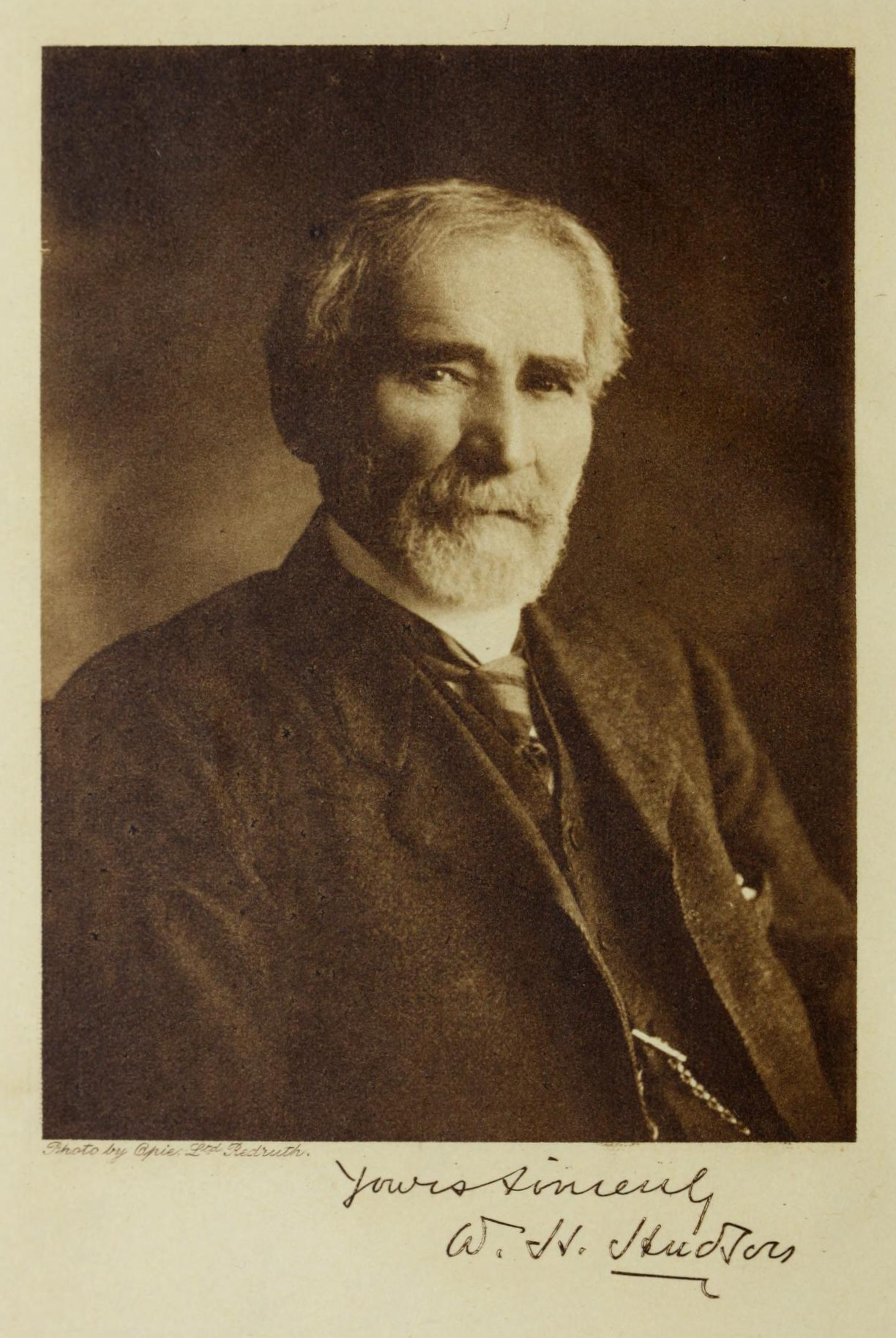
William Henry Hudson († 1922)

Eleonore Hasenclever († 1925)

- 1904: Peter Becker, deutscher Maler
- 1907: John Kerr, schottischer Physiker
- 1915: Fritz Arendt, deutscher Klassischer Philologe und Gymnasiallehrer
- 1922: William Henry Hudson, argentinisch-britischer Schriftsteller, Naturalist und Ornithologe
- 1922: Otto Stoll, Schweizer Geograph und Ethnologe
- 1924: Laura Lemon, kanadische Komponistin und Pianistin
- 1925ː Eleonore Noll-Hasenclever, deutsche Bergsteigerin und Alpinistin
- 1927: Johannes Theodor Baargeld, deutscher Maler, Grafiker, Autor und Publizist des Dadaismus
- 1928: Frank Thomas, Schweizer evangelischer Geistlicher und Hochschullehrer
- 1929: Clarita Beyer, deutsche Malerin
- 1932: George Whitfield Andrews, US-amerikanischer Komponist, Organist und Musikpädagoge
- 1933: Marie von Miller, deutsche Malerin
- 1934: Oskar Prochnow, deutscher Pädagoge, Naturforscher, Naturphilosoph und Publizist
- 1936: Albertus Antonie Nijland, niederländischer Astronom
- 1938: Antoinette Szumowska-Adamowska, polnische Pianistin und Musikpädagogin
- 1940: Walter Percy Chrysler, US-amerikanischer Automobilpionier
- 1940: Otto Sommer, deutscher Politiker
- 1942: Robert Huber, deutscher Ruderer
- 1942ː Agathe Lasch, deutsche Germanistin und Opfer der Shoah
- 1942: Erwin Schulhoff, tschechischer Komponist und Pianist
- 1943: Arnold Gassmann, Schweizer Zollbeamter
- 1943: Hans Jeschonnek, deutscher Generaloberst, Generalstabschef der Luftwaffe im Zweiten Weltkrieg

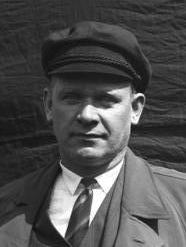
Ernst Thälmann († 1944)

- 1944: Ernst Thälmann, deutscher Politiker, MdR, Opfer des Nationalsozialismus
- 1945: Eric Rücker Eddison, englischer Fantasy-Schriftsteller
- 1946: Georg Åberg, schwedischer Weit- und Dreispringer
- 1946: Paul Petschek, böhmischer bzw. tschechoslowakischer Unternehmer
- 1949: József Viola, ungarischer Fußballspieler und -trainer

#### 1951–2000

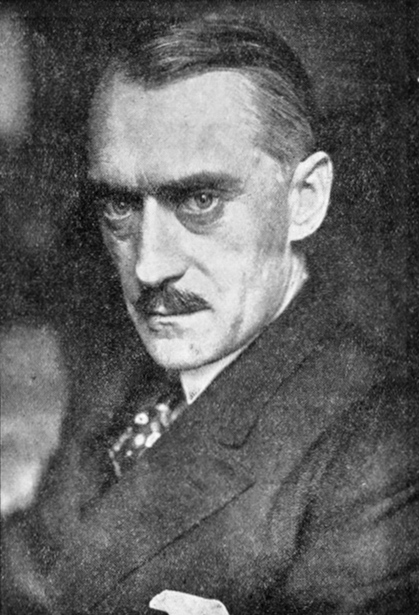
Leonhard Frank († 1961)

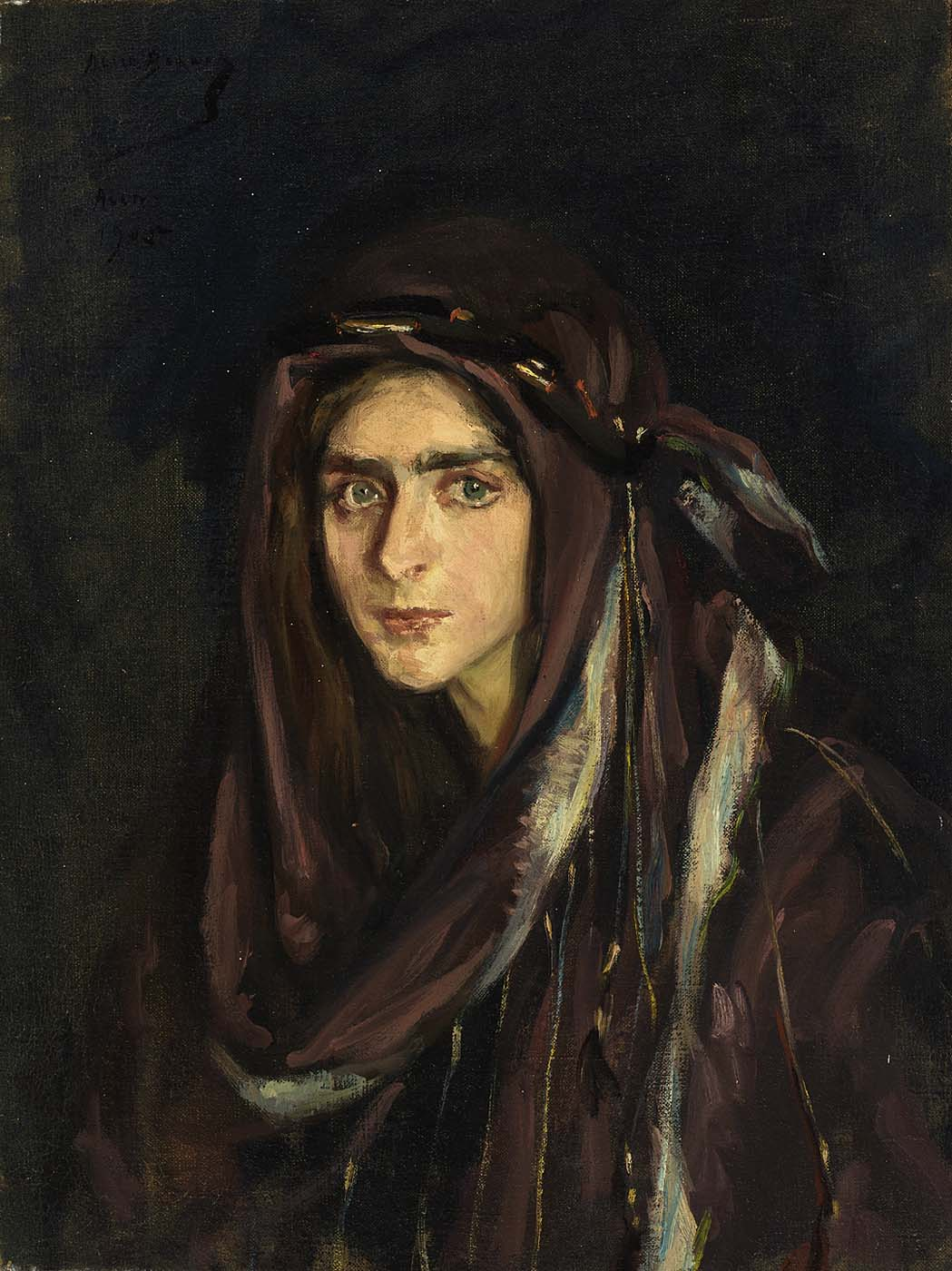
Laura Clifford Barney († 1974)

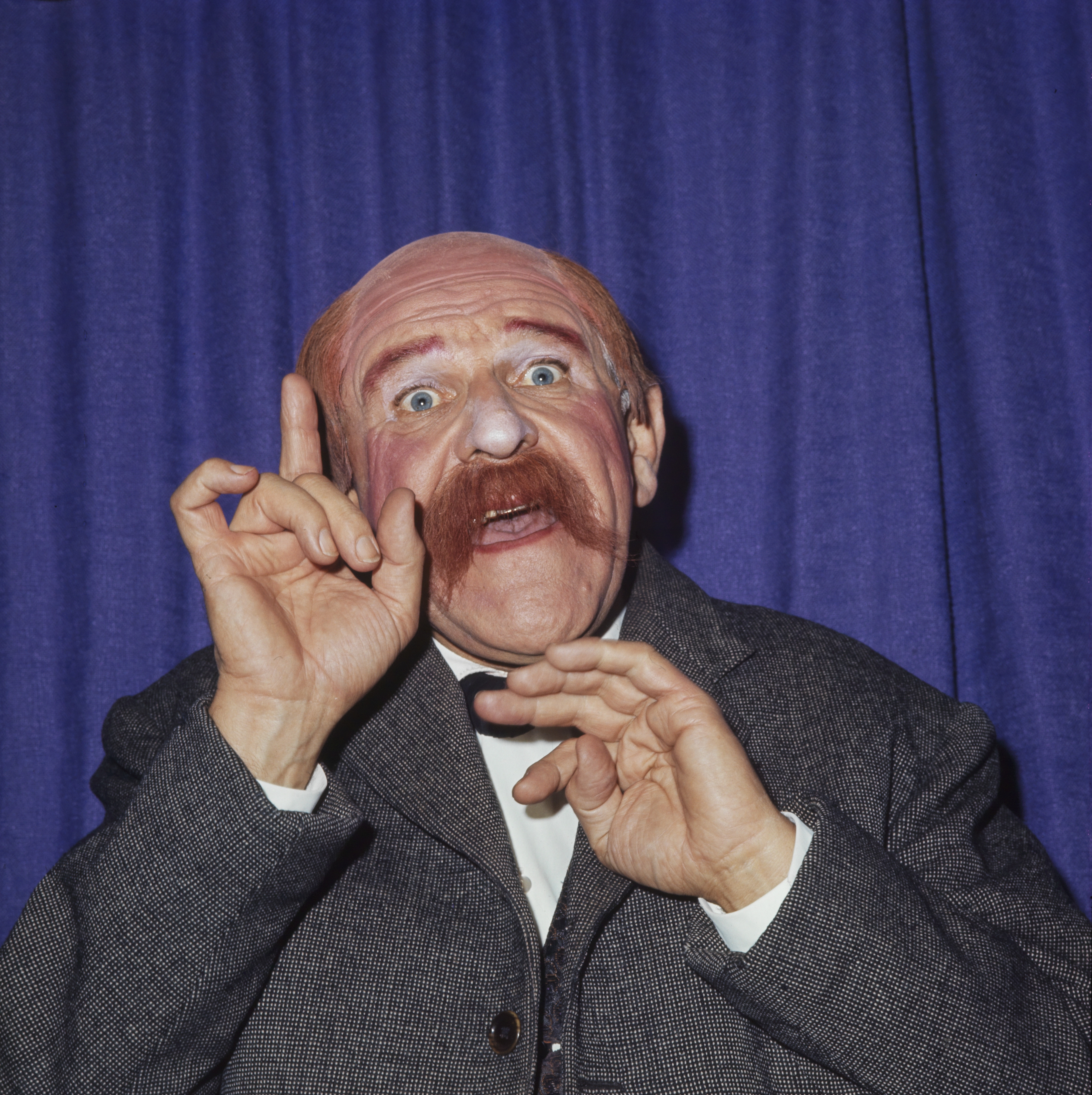
Alfred Rasser († 1977)

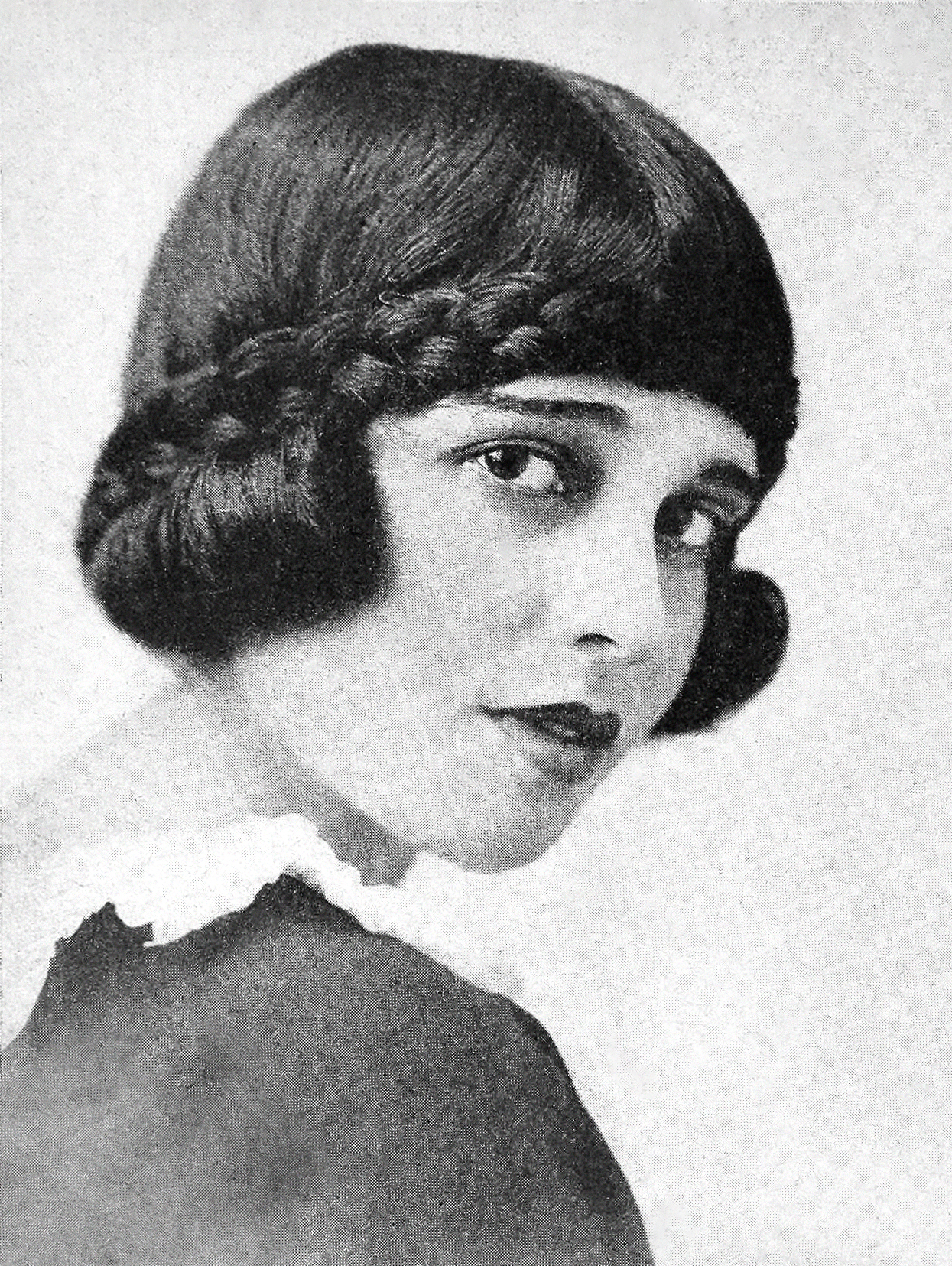
Anita Loos († 1981)

- 1951: Otto Menet, Schweizer Organist, Gesangspädagoge und Komponist
- 1954: Karl Schenker, deutsch-britischer Fotograf und Zeichner
- 1955: Giorgio Parodi, italienischer Unternehmer und Motorradhersteller, Mitgründer von Moto Guzzi
- 1957ː Minna Köhler-Roeber, deutsche impressionistische Malerin
- 1959: Karl Erich Andrée, deutscher Geologe und Paläontologe
- 1960: Blanche Gauthier, kanadische Schauspielerin und Sängerin
- 1961: Leonhard Frank, deutscher Schriftsteller
- 1960: Carlo Emilio Bonferroni, italienischer Mathematiker
- 1962: August Abel, deutscher Politiker und Journalist
- 1962: Max Fabiani, deutscher Architekt
- 1962: Axel Monjé, deutscher Schauspieler und Synchronsprecher
- 1965: Ben Stom, niederländischer Fußballspieler
- 1967: Paule Maurice, französische Komponistin
- 1969: Laci Boldemann, schwedischer Komponist deutsch-finnischer Abstammung
- 1970: Ernst Lemmer, deutscher Politiker, MdB
- 1974: John Anderson, US-amerikanischer Trompeter
- 1974: Laura Clifford Barney, US-amerikanische Autorin
- 1977: Tibor Déry, ungarischer Schriftsteller
- 1977: Alfred Rasser, Schweizer Kabarettist, Schauspieler und Politiker
- 1978: Shahpur Ahmadzai, afghanischer General
- 1980: Norman Cazden, US-amerikanischer Komponist
- 1981: Robert Russell Bennett, US-amerikanischer Komponist
- 1981: Anita Loos, US-amerikanische Drehbuchautorin
- 1982: Georges Addor, Schweizer Architekt
- 1982: Samuel Hersenhoren, kanadischer Geiger und Dirigent
- 1982: Karel Vacek, tschechischer Militärmusiker und Komponist
- 1983: Nikolaus Pevsner, deutsch-britischer Kunsthistoriker
- 1986ː Paula Jordan, deutsche Buchillustratorin, Autorin und Malerin
- 1987: Fukazawa Shichirō, japanischer Schriftsteller

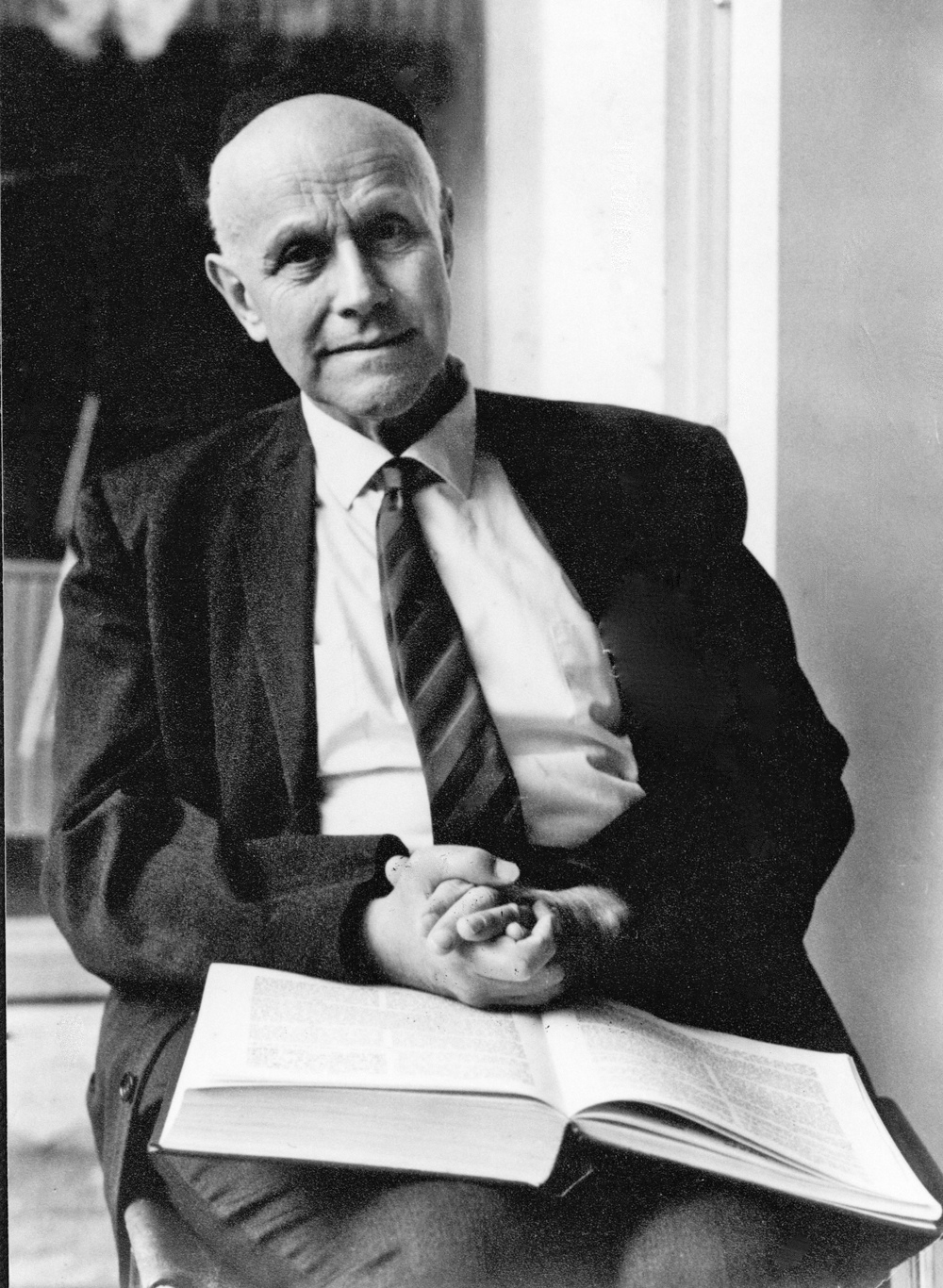
Ernst Simon († 1988)

- 1988: Ernst Simon, deutsch-jüdischer Pädagoge und Religionsphilosoph
- 1988: Frederick Ashton, britischer Tänzer und Choreograph
- 1989: Imre Németh, ungarischer Leichtathlet, Olympiasieger
- 1990: B. F. Skinner, US-amerikanischer Psychologe
- 1992: John Sturges, US-amerikanischer Regisseur
- 1994: Martin Cahill, irischer Gangster
- 1994: Richard L. M. Synge, britischer Chemiker, Nobelpreisträger
- 1995: Dmitri Trofimowitsch Schepilow, sowjetischer Außenminister
- 1995: James Maxwell, britischer Schauspieler und Drehbuchautor
- 1997: Domenico Amoroso, italienischer Ordenspriester und Bischof
- 1997: Rolf Knie, Schweizer Zirkusdirektor
- 1997: Alexandra Wiktorowna Machrowskaja, russische Architektin
- 1998: Annemarie in der Au, deutsche Schriftstellerin
- 1998: Otto Wichterle, tschechischer Chemiker
- 1999: Alfred Bickel, Schweizer Fußballspieler und -trainer
- 1999: Alan Connell, US-amerikanischer Automobilrennfahrer und Rancher
- 2000: Rudolf Aitzetmüller, österreichischer Slawist

### 21. Jahrhundert
- 2002: Helmut Körschgen, deutscher Laienschauspieler
- 2003: Henry Büchmann, dänischer Opernsänger und Schauspieler
- 2003: Yolande Dulude, kanadische Sängerin
- 2003: Dieter Röttger, deutscher Maler und Graphiker
- 2004: Elmer Bernstein, US-amerikanischer Filmmusik-Komponist
- 2006: Zdeněk Tylšar, tschechischer Hornist und Professor
- 2007: Madeleine Stern, US-amerikanische Antiquariats-Buchhändlerin und Autorin

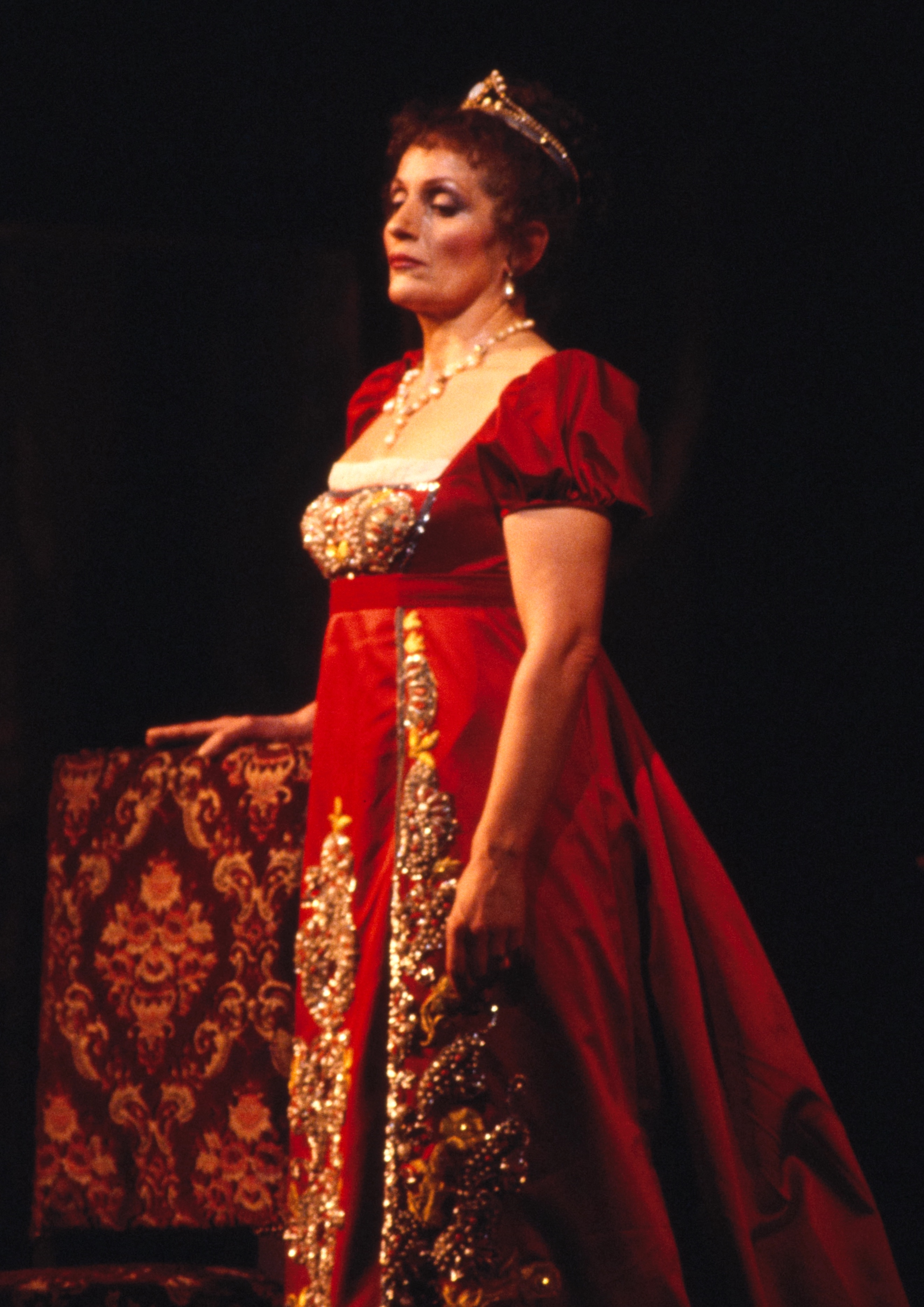
Hildegard Behrens († 2009)

- 2009: Hildegard Behrens, deutsche Opernsängerin (Sopran)
- 2009: Kim Dae-jung, südkoreanischer Politiker, Nobelpreisträger
- 2009ː Mualla Eyüboğlu Anhegger, türkische Architektin
- 2009: Hugo Loetscher, Schweizer Schriftsteller
- 2010: Hal Connolly, US-amerikanischer Hammerwerfer, Olympiasieger
- 2010: Sepp Daxenberger, deutscher Politiker
- 2011: Wolf Dieter Ruppel, deutscher Hörfunkjournalist und Redakteur
- 2011: Ronny, deutscher Schlagersänger, Komponist und Produzent
- 2012: Scott McKenzie, US-amerikanischer Sänger
- 2012: Werner Riepel, deutscher Schauspieler, Sänger und Hörspielsprecher

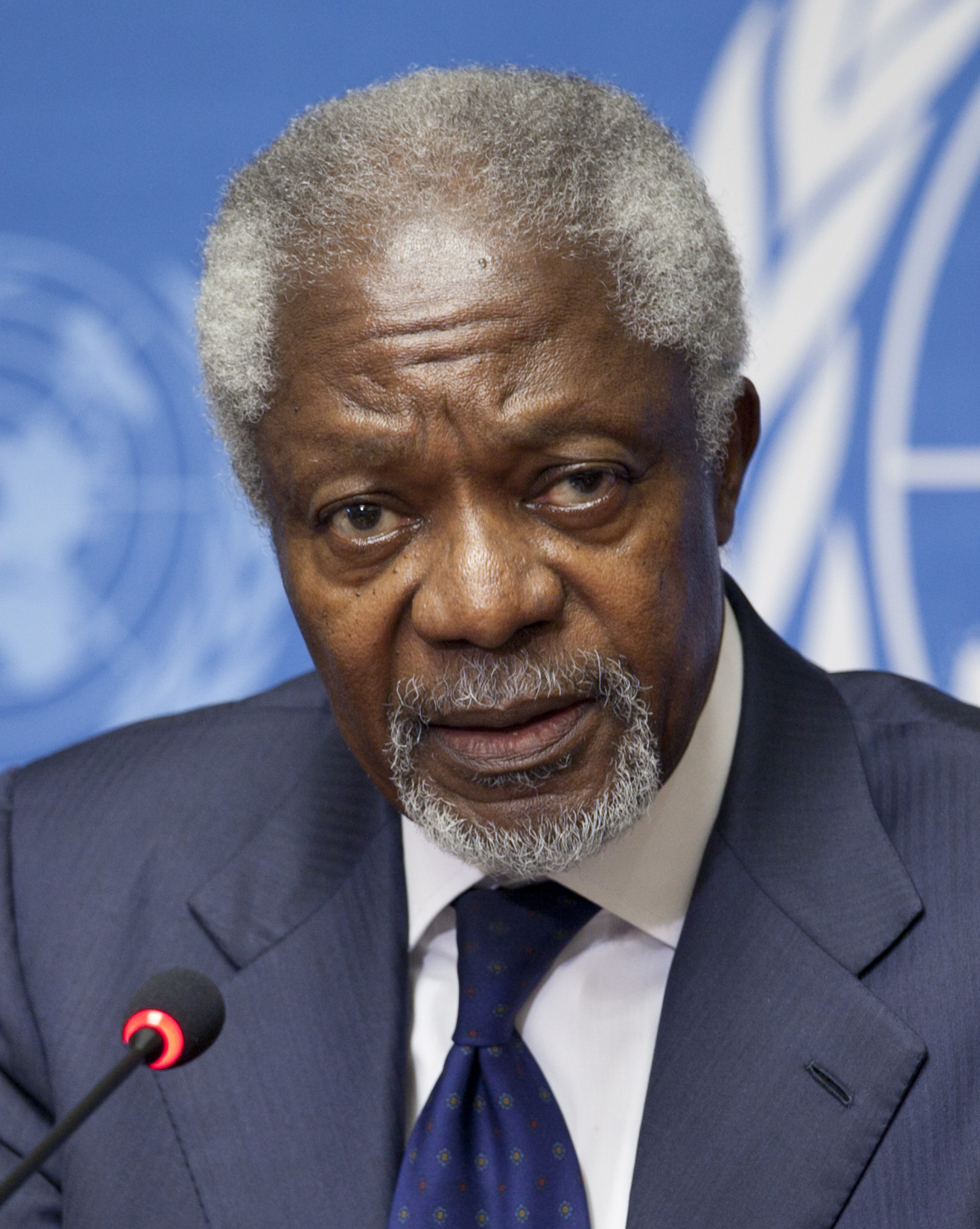
Kofi Annan († 2018)

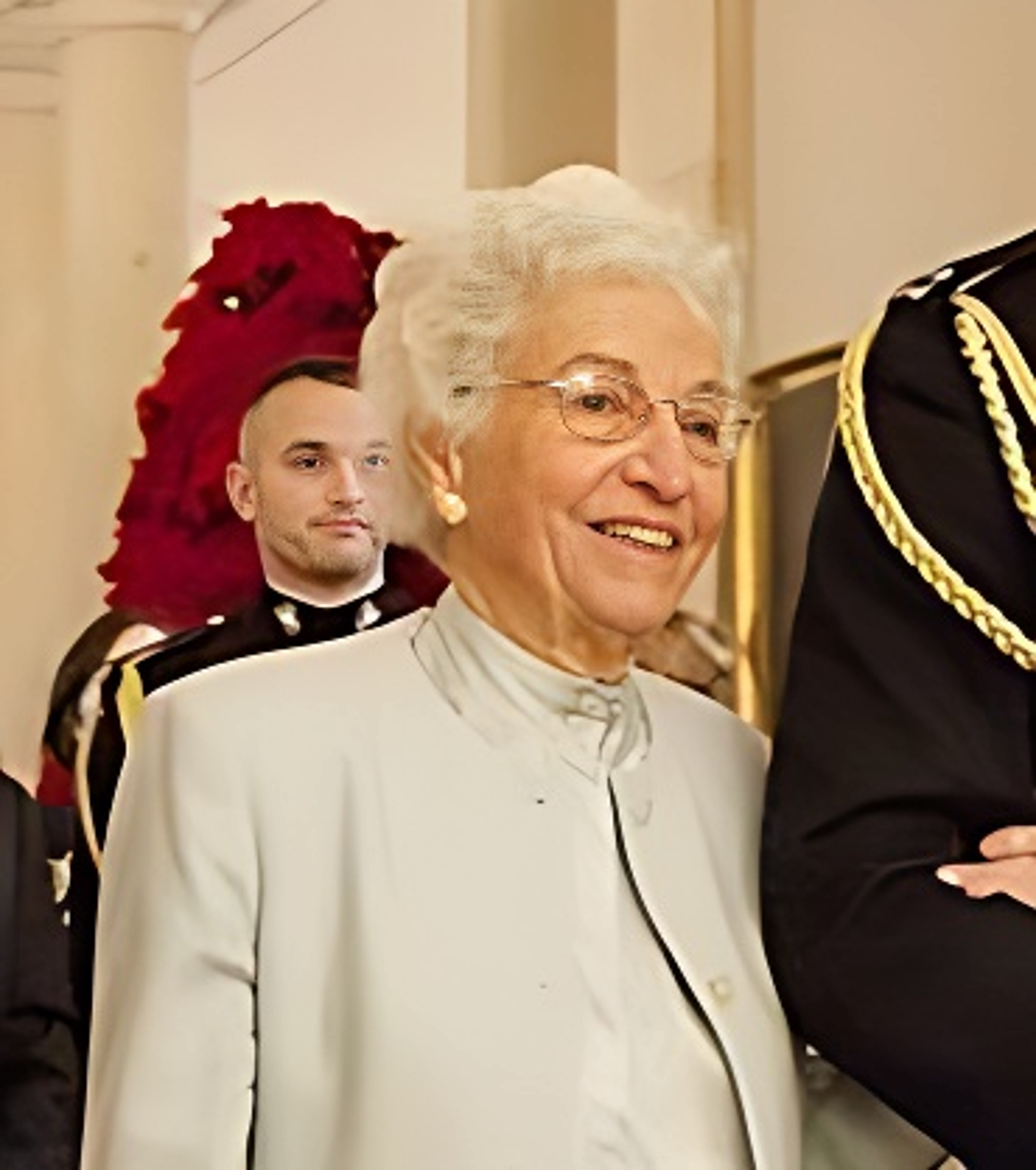
Ruth Johnson Colvin († 2024)

- 2012: Robert F. Schloeth, Schweizer Zoologe
- 2013: Günther Metzger, deutscher Jurist und Politiker
- 2013: Tewfik Saleh, ägyptischer Filmregisseur und Drehbuchautor
- 2014: Sam Galbraith, britischer Politiker
- 2014: Fanny Morweiser, deutsche Schriftstellerin
- 2015: Mario Angelo, österreichischer Autor und Regisseur
- 2015: Khaled Asaad, syrischer Archäologe und Terroropfer
- 2016: Ernst Nolte, deutscher Historiker und Philosoph
- 2016: Oliver Rath, deutscher Fotograf
- 2017: Dave Creighton, kanadischer Eishockeyspieler
- 2017: Bruce Forsyth, britischer Entertainer, Fernsehmoderator und Schauspieler
- 2018: Kofi Annan, ghanaischer Diplomat, UN-Generalsekretär, Nobelpreisträger
- 2018: Ursula Bode, deutsche Schauspielerin
- 2018: Ruedi Hunsperger, Schweizer Schwinger
- 2019: Angelika Gundlach, deutsche Übersetzerin
- 2019: Ulf Stahl, österreichischer Mikrobiologe und Genetiker
- 2020: Angela Erbe, deutsche Autorin und Politikerin
- 2020: Mohammad Ali Taschiri, iranischer Geistlicher
- 2021: József Gerlach, ungarischer Wasserspringer
- 2021: Andrés Navarro, spanischer Boxer
- 2021: Jill Murphy, britische Schauspielerin
- 2022: István Liptay, ungarischer Basketballspieler
- 2022: John Powell, US-amerikanischer Diskuswerfer
- 2024: Alain Delon, französischer Schauspieler
- 2024ː Ulrike Hoffmann-Richter, Wissenschaftlerin und Fachärztin für Psychiatrie und Psychotherapie
- 2024ː Ruth Johnson Colvin, US-amerikanische Aktivistin gegen Analphabetismus und Autorin
- 2024ː Evelin Matt, deutsche Fernsehproduzentin

## Feier- und Gedenktage
- Kirchliche Gedenktage
  - Erdmann Neumeister, deutscher Pfarrer und Liederdichter (evangelisch)

- Namenstage
  - Claudia, Helena, Helene, Ilona

Weitere Einträge enthält die Liste von Gedenk- und Aktionstagen.